# Futebol
O futebol (em inglês: football, soccer) - originalmente futebol associado (em inglês: association football), e também referido como futebol de campo ou futebol de onze - é um esporte de equipe jogado entre dois times de 11 jogadores cada um e um árbitro que se ocupa da correta aplicação das normas. É considerado o desporto mais popular do mundo, pois cerca de 270 milhões de pessoas participam das suas várias competições. É jogado num campo retangular gramado, com uma baliza em cada lado do campo. O objetivo do jogo é deslocar uma bola através do campo para colocá-la dentro da baliza adversária, ação que se denomina gol(pt-BR) ou golo(pt-PT?). A equipe que marca mais gols ao término da partida é a vencedora.
O jogo moderno foi criado na Inglaterra com a formação de The Football Association, cujas regras de 1863 são a base do desporto na atualidade. O órgão regente do futebol é a Federação Internacional de Futebol (em francês: Fédération Internationale de Football Association), mais conhecida pelo acrônimo FIFA. A principal competição internacional de futebol é a Copa do Mundo FIFA, realizada a cada quatro anos. Este evento é o mais famoso e com maior quantidade de espectadores do mundo, o dobro da audiência dos Jogos Olímpicos.

## Origem do nome
As regras do assim chamado "association football" foram codificadas na Inglaterra pela FA no ano de 1863 e este nome foi cunhado para distinguir o jogo das outras formas de futebol jogados na época, como o rugby football e o futebol gaélico, por exemplo.
A primeira "referência à bola inflada usada no jogo" foi em meados do século XIV: "Þe heued fro þe body went, Als it was a foteballe". Já a palavra soccer, como uma abreviação de association apareceu pela primeira vez em escolas privadas e universidades inglesas na década de 1880 (às vezes usando a variante ortográfica "socker").
De acordo com o Online Etymology Dictionary, as "regras do soccer" foram feitas em 1848, antes da divisão do "association football" com o "rugby football" em 1863. O termo "soccer" vem de uma gíria ou abreviação jocular da palavra "association", com o sufixo "-er" anexado a ele. Esta palavra (que chegou à sua forma final em 1895) foi registrada pela primeira vez em 1889 na forma anterior de socca. A forma final "soccer" é creditada a Charles Wreford-Brown, um estudante da Universidade de Oxford que gostava de usar formas encurtadas de palavras, como "brekkers" para o café da manhã e "rugger" para o rugby. Clive Toye observou que ele pegou a terceira, quarta e quinta letras de association e a chamou "soc-cer".
O termo association football nunca foi amplamente utilizado, embora na Grã-Bretanha alguns clubes de futebol em redutos onde o rugby football é popular adotaram o sufixo Association Football Club (A.F.C.) para evitar confusão com o esporte dominante em sua área. Por quase cem anos depois de ser cunhado, a palavra "soccer" foi uma alternativa aceita e incontroversa na Grã-Bretanha se referir ao futebol, muitas vezes em contextos coloquiais e juvenis, mas também foi amplamente utilizado na fala formal e escrita sobre o jogo. "Soccer" era um termo usado pela classe alta, enquanto a classe trabalhadora e a classe média preferiam a palavra "football"; como a classe alta perdeu influência na sociedade britânica a partir da década de 1960, "football" suplantou "soccer" como a palavra mais usada e aceita. Há evidências de que o uso da palavra "soccer" está diminuindo na Grã-Bretanha, sendo considerado como um termo inglês americano.
Dentro dos países de língua inglesa, o association football é atualmente chamado de "futebol" no Reino Unido e principalmente "soccer" no Canadá e nos Estados Unidos. Pessoas em países onde outros códigos de futebol são predominantes (Futebol australiano na Austrália, Futebol gaélico na Irlanda, e Futebol Rugby no País de Gales, África do Sul e Nova Zelândia) podem usar ambos os termos, embora as associações nacionais na Austrália e Nova Zelândia usem principalmente "football" para o nome formal.
"Fitbaa", "fitba" ou "fitbaw" é uma renderização da pronúncia escocesa de "football", muitas vezes usada em um contexto humorístico ou irônico.
No resto do mundo, o association football, em sua forma moderna, foi exportada pelos britânicos, e muitas das nações adotaram este termo inglês comum para o esporte em sua própria língua. Isso geralmente era feito de duas maneiras: seja importando diretamente a palavra em si, ou como calque traduzindo suas partes constituintes, "foot" e "ball", como, por exemplo, "balompié".

## História

### Origens

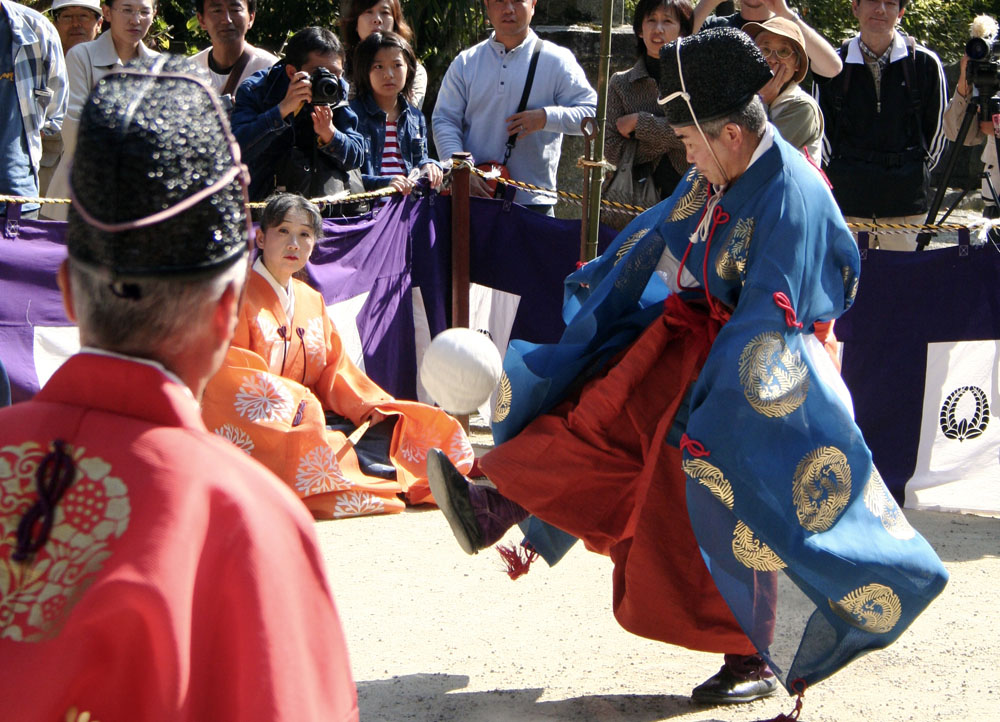
Representação moderna do kemari no Japão, em 2006.

A atividade mais antiga que se assemelha ao futebol moderno da qual se tem conhecimento data dos séculos III e II a.C. Estes dados são baseados em um manual de exercícios correspondentes à dinastia Han da antiga China. O jogo era chamado ts'uh Kúh (cuju), e consistia em lançar uma bola com os pés para uma pequena rede. Uma variante incluía uma modalidade onde o jogador deveria passar pelo ataque dos seus adversários. Também no Extremo Oriente, embora cerca de cinco ou seis séculos depois do cuju, existia uma variante japonesa chamada kemari, que tinha um caráter mais cerimonial, sendo o objetivo do jogo manter uma bola no ar passando-a entre os jogadores. O kemari até hoje é praticado no Japão, em eventos culturais.
No Mediterrâneo destacaram-se duas formas de jogo: o harpasto, em Roma, e o epísquiro, na Grécia, sobre o qual se tem pouca informação. O primeiro era disputado por duas equipes em um terreno retangular demarcado e dividido pela metade por uma linha. Os jogadores de cada equipe podiam passar uma pequena bola entre eles, e o objetivo do jogo era enviá-la ao campo contrário. Esta variante foi muito popular entre os anos 700 e 800, e, apesar de ter sido introduzida nas Ilhas Britânicas, sua ascensão até o futebol moderno é incerta. O epísquiro era feito por duas equipas, normalmente entre 12 e 14 jogadores cada, com uma bola, e segundo as regras era permitido o uso das mãos.

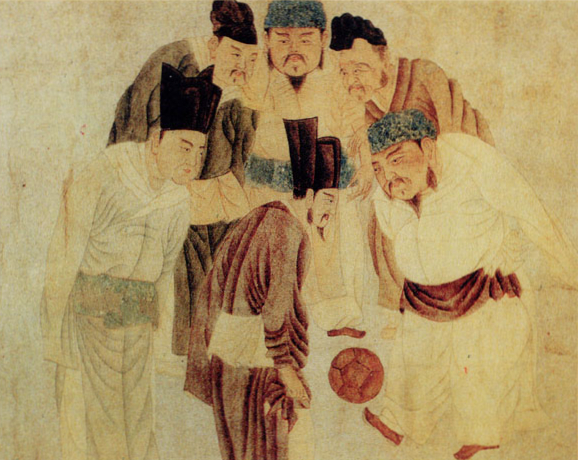
Imperador Song Taizu joga cuju com o Primeiro Ministro Zhao Pu; pintado por Qian Xuan (1235-1305).

Durante a Era dos Descobrimentos, começou-se a conhecer desportos provenientes do Novo Mundo. Estima-se que o pok ta pok da cultura maia teria 3000 anos de história. Documentos escritos por jesuítas descrevem um jogo denominado como Manga ñembosarái praticado nas reduções jesuíticas no Paraguai que seria bastante similar ao futebol. Na Groenlândia também se jogava um desporto que se assemelhava ao futebol, ao passo que o jogo denominado marngrook, da Oceania, tinha características que o assemelhava ao futebol australiano. Onde hoje se localizam os Estados Unidos os aborígenes praticavam outros jogos: o pasuckuakohowog na área continental central e o asqaqtuk no Alasca.
Embora estes jogos tiveram certas características que os assemelham ao futebol e outros desportos variados modernos, a incidência dos mesmos nos desportos atuais é discutível, já que praticamente não há vínculos dos mesmos com as Ilhas Britânicas, o berço do futebol moderno.

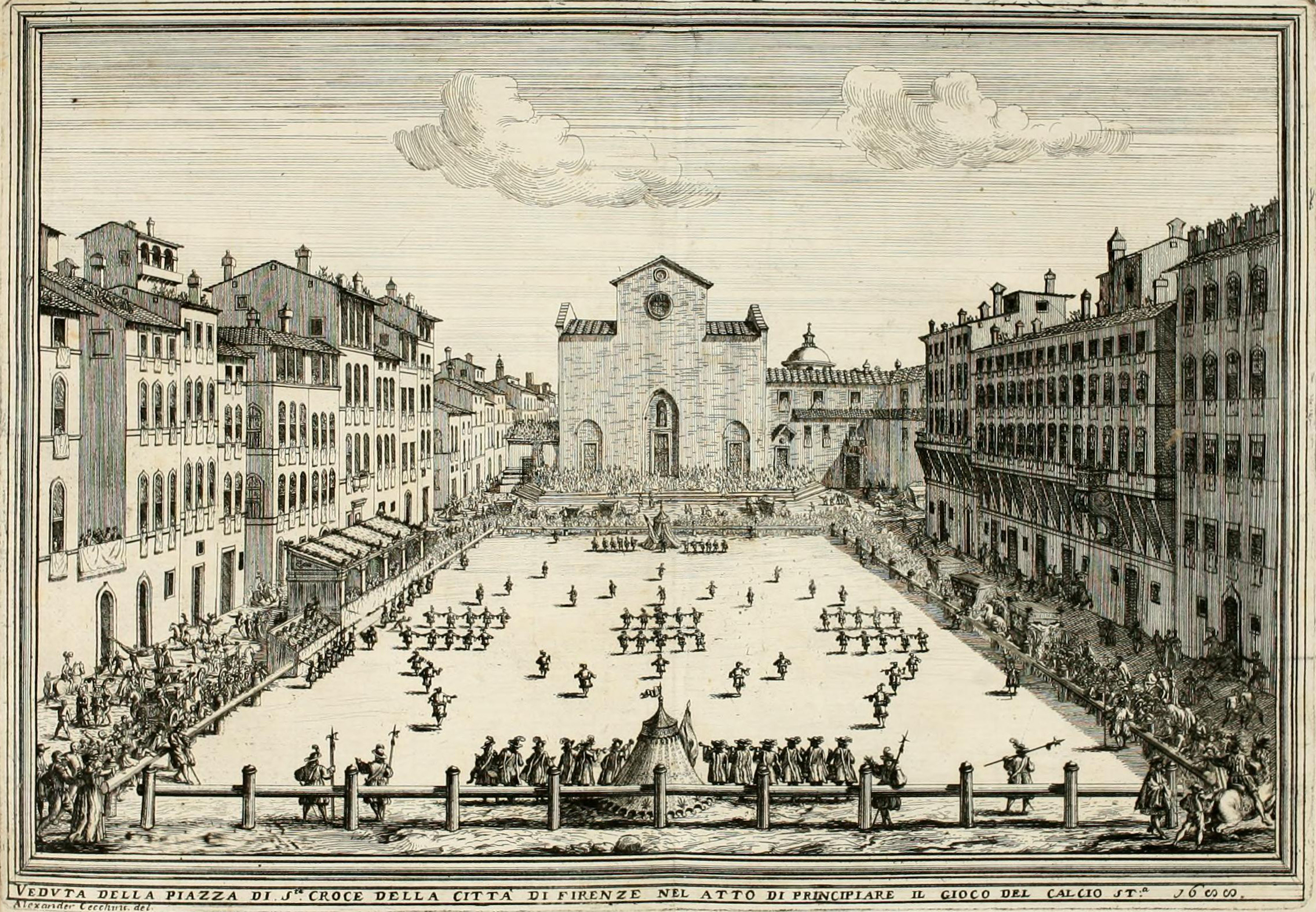
Uma representação do calcio fiorentino durante o século XVII (1688).

Nos finais da Idade Média e séculos posteriores desenvolveram-se nas Ilhas Britânicas e em zonas circunvizinhas distintos tipos de jogos de equipe, os quais eram conhecidos como códigos de futebol. Estes códigos foram se unificando com o passar do tempo, mas foi na segunda metade do século XVII que ocorreram as primeiras grandes unificações do futebol, que deram origem ao rúgbi, ao futebol americano, ao futebol australiano etc. e ao desporto que hoje é conhecido em grande parte do mundo como futebol.
Os primeiros códigos britânicos se caracterizavam por terem poucas regras e por sua extrema violência. Um dos mais populares foi o futebol escolar. Por esta razão o futebol escolar foi proibido na Inglaterra por um decreto do Rei Eduardo III, que alegou ser um desporto não cristão, e a proibição perdurou por 500 anos. O futebol escolar não foi a única forma de jogo da época; de fato existiram outras formas mais organizadas, menos violentas e inclusive que se desenvolveram fora das Ilhas Britânicas. Um dos jogos mais conhecidos foi o calcio fiorentino, originário da cidade de Florença, na Itália, no período da renascença, no século XVI. Este desporto influenciou em vários aspectos o futebol atual, não somente por suas regras, mas também pelo ambiente de festa em que se jogavam estas partidas.

### Unificações do século XIX
Os clubes britânicos se dividiram em relação ao jogo denominado rúgbi, e enquanto vários decidiram segui-lo, outros decidiram rejeitá-lo, devido ao fato que nestes a prática de não tocar a bola com a mão era mais aceita. Entre estes últimos se encontravam os clubes de Eton, Harrow, Winchester, Charterhouse e Westminster. Em meados do século XIX foram dados os primeiros passos para unificar todos as regras e formas de jogo do futebol em um único desporto. A primeira tentativa foi em 1848, quando na Universidade de Cambridge, Henry de Winton e John Charles Thring convocaram membros de outras escolas para regulamentar um código de regras, o Código Cambridge, também conhecido como as Regras de Cambridge. As regras tinham uma semelhança significativa com relação as regras do futebol atual. Talvez o mais importante de todos foi a limitação das mãos para tocar a bola, passando a responsabilidade de mover a mesma aos pés. O objetivo do jogo era fazer passar uma bola entre dois postes verticais e debaixo de uma fita que os unia, ato chamado golo, e a equipe que marcava mais golos era a vencedora. Também foi criada uma regra de impedimento similar à atual. Os documentos originais de 1848 se perderam, mas é conservada uma cópia das regras do ano 1856.

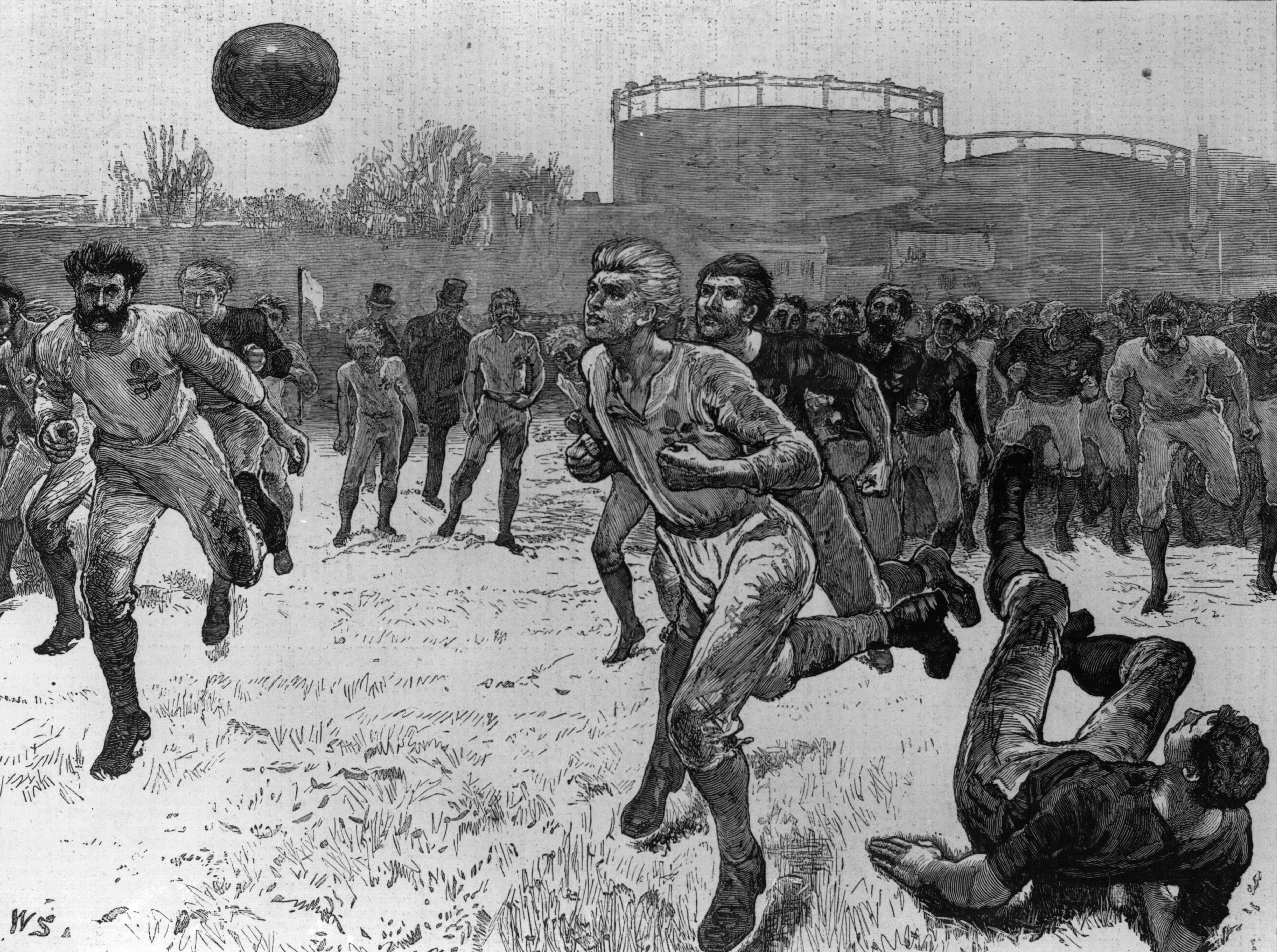
Escócia 0–0 Inglaterra, primeira partida oficial entre seleções (30 de novembro de 1872).

Entre 1857 e 1878 foi utilizado um conjunto de regras de futebol que também deixaria características ao futebol moderno: o Código Sheffield, também conhecido como as regras de Sheffield. O código, criado por Nathaniel Creswick e William Prest, adotou regras que ainda hoje são utilizadas, como o uso de um travessão (poste horizontal) de material rígido, no lugar da fita que se usava até o momento. Também foi adotada a utilização de tiros livres, escanteios e arremessos laterais como métodos de reintrodução da bola ao jogo.
Embora estas unificações de futebol levaram a vários avanços para a criação do futebol moderno, 26 de outubro de 1863 é considerado por muitos como o dia do nascimento do futebol moderno. Nesse dia, Ebenezer Cobb Morley iniciou uma série de seis reuniões entre 12 clubes de distintas escolas londrinas na Taberna Freemason's, com o objetivo de criar um regulamento de futebol universal e definitivo, que tivesse a aceitação da maioria. Concluídas as reuniões, em 8 de dezembro, onze dos doze clubes chegaram a um consenso para estabelecer 14 regras do novo regulamento, o qual recebeu o nome de association football, para diferenciá-lo de outras formas de futebol da época. Somente o clube Blackheath se negou a apoiar a criação destas regras, e acabou mais tarde se tornando um dos criadores de outro famoso desporto, o rúgbi.
O regulamento utilizado como base para o futebol foi o Código de regras de Cambridge, exceto dois pontos do mesmo, que eram considerados de muita importância para as regras atuais: o uso das mãos para transportar a bola e o uso dos tackles (contato físico brusco para tomar a bola do rival) contra os adversários. Este foi o motivo do abandono do clube Blackheath. Com o tempo o futebol e o rúgbi foram se distanciando e acabaram por serem reconhecidos como dois desportos distintos.
Junto da criação do novo conjunto de regras foi criada a Football Association, órgão que rege até hoje o futebol na Inglaterra. Nessa época, os estudantes das escolas inglesas desenvolveram as abreviaturas rugger e soccer (derivado de "association"), para designar a ambos os desportos: o rúgbi e o futebol, respectivamente. Este último termo é majoritariamente utilizado para designar o futebol nos Estados Unidos.

#### Primeiros eventos
Já com as regras do futebol bem definidas, começou-se a disputar os primeiros jogos e torneios com esta nova modalidade. Em 30 de novembro de 1872, Escócia e Inglaterra disputaram a primeira partida oficial entre seleções nacionais, jogo que acabou num empate sem gols. A partida foi disputada no Hamilton Crescent, atual campo de críquete, em Partick, Escócia. Entre janeiro e março de 1884 foi disputada a primeira edição do British Home Championship, que até seu fim foi o torneio entre seleções mais antigo da história. O primeiro título foi ganho pela Escócia.[carece de fontes?]
Em 20 de julho de 1871, um jornal britânico propôs a criação de um torneio que fosse organizado pela Football Association, o primeiro passo para a criação da Copa da Inglaterra. Nesse ano, a Football Association era composta por 30 equipes, mas somente 15 decidiram participar da primeira edição do torneio, a FA Cup 1871-1872, que foi ganha pelo Wanderers F.C.. A primeira competição de liga chegou na temporada 1888/1889 com a criação da Football League. Participaram 12 equipes afiliadas à FA, e cada uma jogou 22 partidas. Este torneio foi vencido pelo Preston North End Football Club, que conseguiu o feito de vencer invicto.[carece de fontes?]

### Expansão internacional

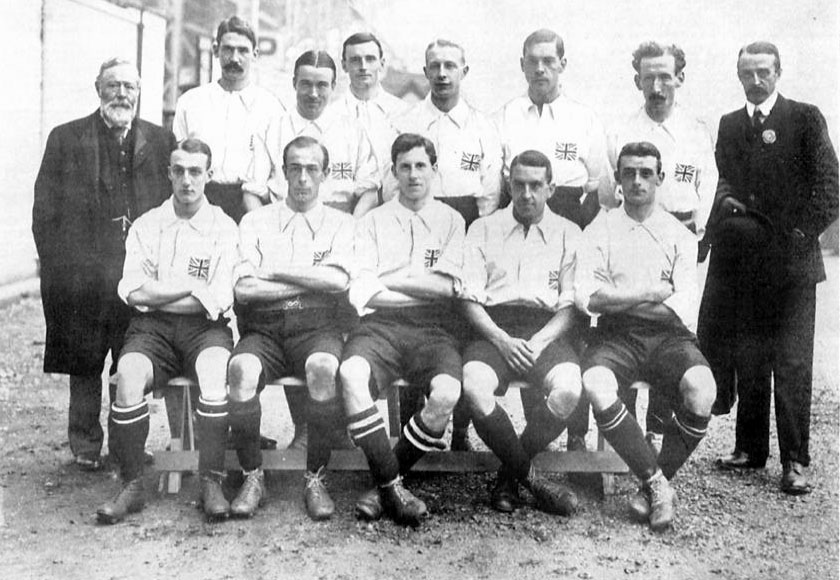
A Seleção Britânica de Futebol venceu o primeiro campeonato internacional entre seleções.

Com o passar dos anos, o futebol expandiu-se rapidamente nas Ilhas Britânicas, surgindo assim novas associações de futebol além da inglesa, as quais representavam as quatro regiões constituintes do então Reino Unido da Grã-Bretanha e Irlanda: a Scottish Football Association (Escócia, fundada em 1873), a Football Association of Wales (País de Gales, 1875) e a Irish Football Association (Irlanda, 1880). No final dos anos 1880 o futebol começou a expandir-se rapidamente fora do Reino Unido, principalmente devido à influência internacional do Império Britânico. Os primeiros países a possuírem suas próprias associações de futebol fora das Ilhas Britânicas foram os Países Baixos a Dinamarca, em 1889, a Nova Zelândia, em 1891, a Argentina em 1893, o Chile, a Confederação Helvética e a Bélgica em 1895, a Itália em 1898, a Alemanha e o Uruguai em 1900, a Hungria em 1901, a Noruega em 1902 e a Suécia em 1904.
O auge do futebol a nível mundial motivou a criação da FIFA em 21 de maio de 1904. As associações fundadoras foram as da Bélgica, da Espanha, Dinamarca, França, Países Baixos, Suécia e Suíça. As quatro associações de futebol do Reino Unido, as chamadas Home Nations, se opuseram à criação desse órgão. Devido ao crescimento do futebol, a FIFA havia anunciado a primeira competição internacional de seleções para 1906, mas devido a problemas internos de várias associações a mesma não foi realizada. O futebol já havia sido apresentado ao mundo por meio de uma série de partidas de exibição durante os Jogos Olímpicos de 1900, 1904, 1906 (jogos intercalados), todos em nível de clubes, até que a edição de 1908 recebeu pela primeira vez uma competição de seleções. A medalha de ouro foi para a Seleção Britânica.
Em 1916 foi fundada a Confederação Sul-Americana de Futebol, que nesse mesmo ano organiza a primeira edição do Campeonato Sul-americano de Futebol, atual Copa América. Este torneio se mantém até hoje como o mais antigo da história do futebol entre seleções nacionais, dos que ainda existem. Nessa primeira edição participaram: Argentina, Brasil, Chile e Uruguai, que foi o campeão.
A Primeira Guerra Mundial fez atrasar o desenvolvimento do futebol, mas as edições de 1924 e 1928 dos Jogos Olímpicos revitalizaram o desporto, particularmente as atuações da seleção uruguaia. Este novo crescimento do futebol fez com que a FIFA confirmasse em 28 de maio de 1928 em Amsterdã a realização de um campeonato mundial de seleções, cuja sede seria confirmada em 18 de maio de 1929 no congresso de Barcelona. Uruguai foi escolhido como a sede da primeira edição da Copa do Mundo, que ocorreu em 1930, ano do centenário da primeira Constituição uruguaia. A seleção uruguaia tornou-se o primeiro campeão da história da competição. A segunda edição do torneio ocorreu em 1934, na Itália, e foi utilizada pelo ditador Benito Mussolini como propaganda de seu regime. A competição foi marcada pela intervenção de Mussolini, que fez de tudo para que a seleção italiana obtivesse o título, inclusive com ameaças aos árbitros da final. A terceira edição do torneio também foi marcada por Mussolini, que antes da final entre a Itália e a Hungria enviou um telegrama a sua seleção ameaçando os jogadores de morte. Finalmente a seleção azzurra, que vestiu um uniforme completamente preto representando o Partido Nacional Fascista, venceu a final por 4 a 2.
A Segunda Guerra Mundial teve um efeito similar à primeira guerra sobre o futebol. Em 1946, as Home Nations, que haviam se desfiliado da FIFA depois da Primeira Guerra Mundial, voltaram ao organismo internacional. 10 de maio de 1947 é considerada uma data de vital importância para o ressurgimento da FIFA e do futebol mundial, graças à realização da partida amistosa entre a seleção do Reino Unido e uma seleção de jogadores europeus, o Resto da Europa XI, no denominado Jogo do Século. O jogo foi disputado em Hampden Park, Glasgow, Escócia, diante de 135.000 espectadores. O time britânico venceu o jogo por 6 a 1, e a arrecadação da partida foi doada à FIFA para ajudá-la em sua refundação. A primeira edição da Copa do Mundo FIFA depois da Segunda Guerra Mundial ocorreu no Brasil em 1950. A conquista da seleção uruguaia no lembrado Maracanaço coroou uma revitalização da FIFA e do futebol mundial.

### Consolidação

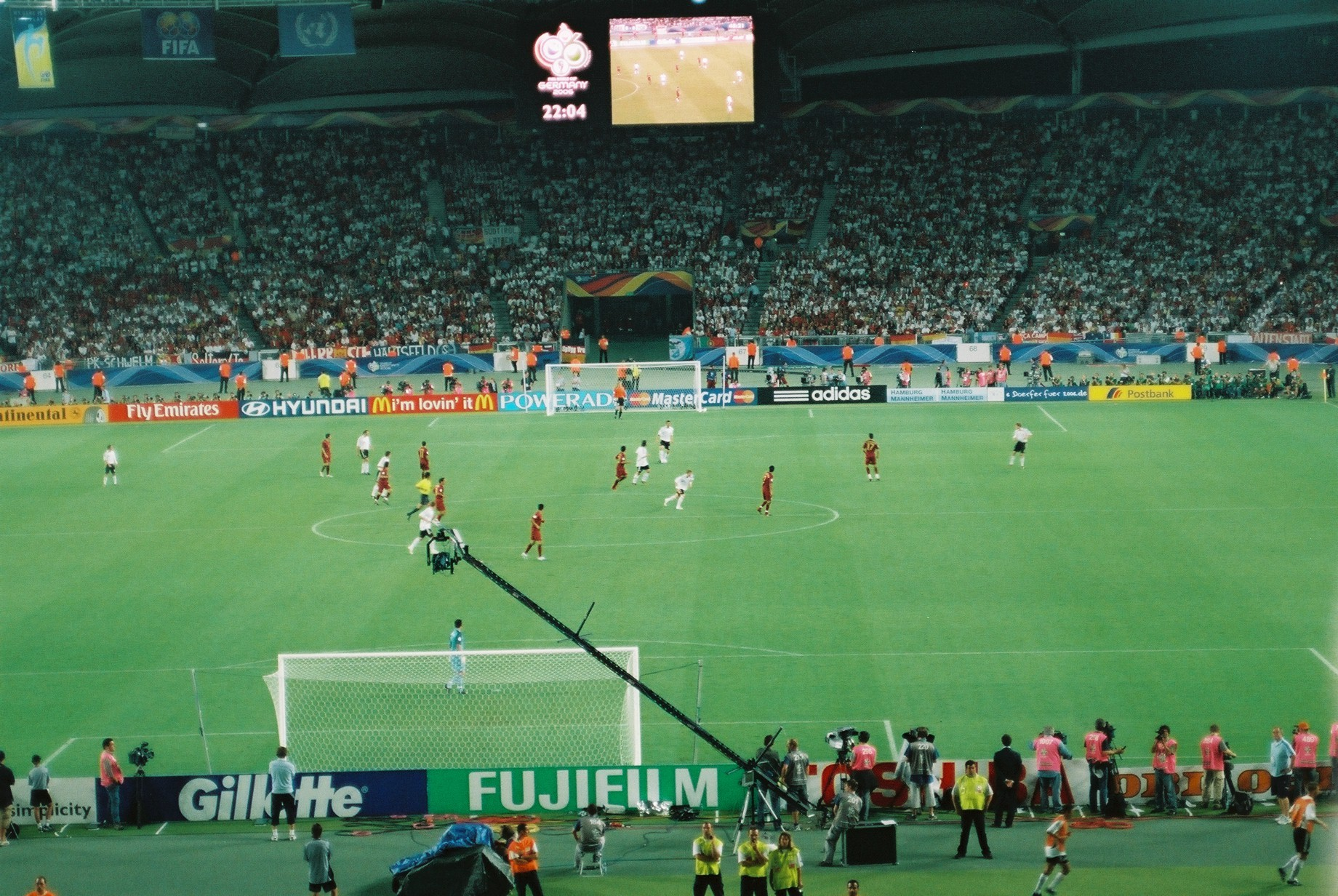
Jogo entre Alemanha e Portugal na Copa do Mundo FIFA de 2006.

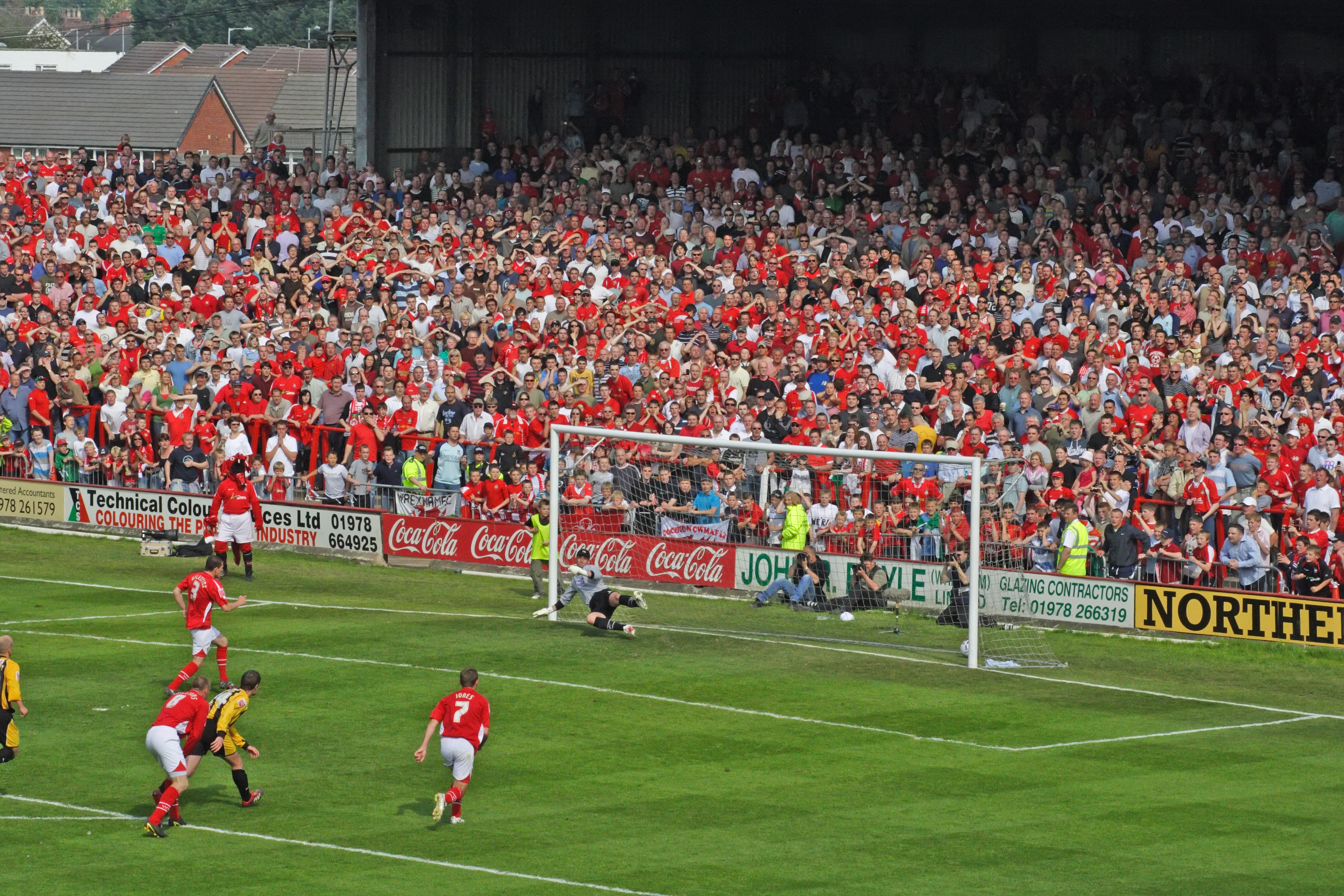
Ryan Valentine marca para o Wrexham durante um jogo da Football League Two.

A segunda metade do século XX foi a época de maior crescimento do futebol. O futebol sul-americano já se encontrava organizado desde 1916, ano no qual foi fundada a Confederação Sul-Americana de Futebol, mas o desporto em outras regiões começaria a se organizar nos anos 1950 e 60. Em 1954 e 1955 o futebol europeu e asiático passou a ser regido pela União das Associações Europeias de Futebol (UEFA) e a Confederação Asiática de Futebol (AFC) respectivamente. Na África, foi fundada a Confederação Africana de Futebol (CFA) em 1956; na América do Norte, a Confederação de Futebol da América do Norte, Central e Caribe (CONCACAF) em 1961; e por último na Oceania, a Confederação de Futebol da Oceania (OFC) em 1966. Estas organizações se afiliaram à FIFA sob o estatuto de confederações.
Paralelamente às criações das novas confederações iniciaram-se as disputas dos primeiros torneios regionais de seleções, exceto a Confederação Sul-Americana de Futebol, que já disputava seu Campeonato Sul-americano de Seleções desde 1916. Em 1956 a AFC realizou a primeira edição da Copa da Ásia, e no ano seguinte a CFA organizou a Copa Africana de Nações. Em 1960 foi criado o Campeonato Europeu de Futebol (Eurocopa), que agrupa as seleções da UEFA. Por sua vez, a CONCACAF organizou pela primeira vez a Copa CONCACAF em 1963, que mais tarde seria substituída pela Copa Ouro. A Confederação de Futebol da Oceania foi a última a criar seu próprio torneio, a Copa das Nações da OFC, realizada pela primeira vez em 1973.
Devido à criação das confederações começaram-se a disputar os primeiros campeonatos internacionais em nível de clubes, sendo a primeira de seu tipo a Liga dos Campeões da UEFA, que reunia os campeões das principais ligas dos países da UEFA a partir de 1955. Cinco anos mais tarde se iniciou a Copa Libertadores da América, evento máximo para clubes de futebol afiliados à CONMEBOL, que foi disputada pela primeira vez em 1960. Nesse mesmo ano foi disputada a primeira edição da Copa Intercontinental, que reuniu os campeões de ambos torneios. Este torneio foi substituído em 2005 pela Copa do Mundo de Clubes da FIFA,[carece de fontes?] campeonato que já havia tido uma edição em 2000. Este torneio passou a ser disputado por representantes de todas as confederações.
Enquanto isso, a Copa do Mundo FIFA se consolidou como o evento desportivo de maior importância no mundo inteiro, inclusive superando em audiência os próprios Jogos Olímpicos.

### Futebol feminino

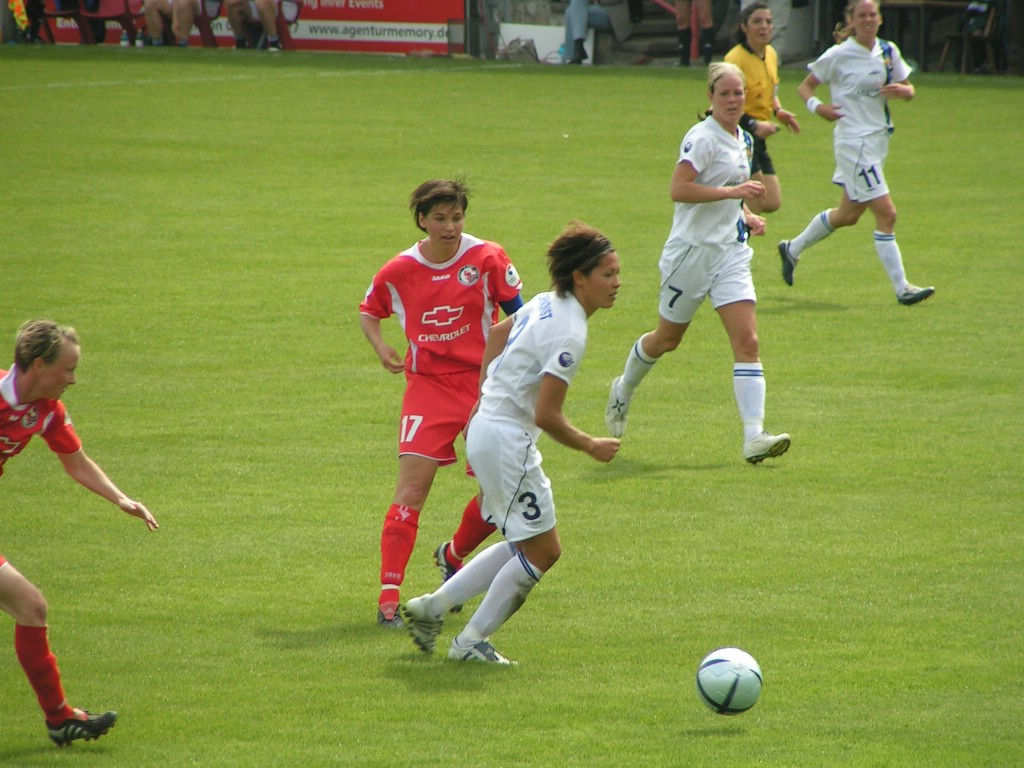
Uma partida de futebol feminino.

O futebol feminino tem apresentado um crescimento lento atualmente, principalmente devido a obstáculos sociais e culturais que não permitem o ingresso pleno da mulher ao desporto. O primeiro jogo feminino sob as regras de futebol do qual se tem registros ocorreu em 1892, na cidade escocesa de Glasgow. No final de 1921 o futebol feminino foi proibido na Inglaterra, ação não seguida por outros países do mundo. Em 1969 o futebol feminino voltou a ser realizado na Inglaterra, motivo pelo qual começou a se expandir fora do seu território. A primeira partida internacional de seleções de futebol feminino ocorreu em 1972, casualmente 100 anos depois do primeiro encontro masculino, onde a Inglaterra venceu a Escócia por 3 a 2. Os primeiros torneios mundiais começaram a ser disputados nos anos 1990: a Copa do Mundo de Futebol Feminino a partir de 1991 e como desporto olímpico desde 1996.
Segundo uma pesquisa realizada pela FIFA, existem cerca de 26 milhões de jogadoras no mundo. Em média, para cada 10 futebolistas (de ambos os sexos) existe uma jogadora no mundo.

### Públicos
O maior público em uma partida de futebol no Mundo foi a Final da Copa do Mundo FIFA de 1950, com 199.854 espectadores (Maracanã).
Um Fla-Flu detém o recorde mundial de público de partidas entre clubes: 194 603 espectadores (Maracanã), na final do Campeonato Carioca de 1963, vencido pelo Flamengo após um empate sem gols.

## Influência no mundo

### Difusão
O futebol vem cada vez mais se tornando um desporto popular em vários países sem muita tradição neste desporto. Esta é uma tendência mundial. Especialmente porque para se jogar futebol precisa-se de poucos recursos e equipamentos, uma bola e uma área plana (ou nem isso). Tanto em países pobres como em países mais desenvolvidos, como Estados Unidos, Coreia do Sul e Japão, vem ocorrendo uma popularização desse desporto.

### Inovações tecnológicas
As inovações tecnológicas têm contribuído para a difusão do esporte no mundo. A tecnologia também vem sendo cada vez mais utilizada para mostrar imprecisões nas decisões do árbitro. A televisão, e os recursos de alta resolução de vídeo demonstram para o telespectador todas as nuances de uma partida em tempo real. Assim é possível visualizar diversos ângulos de uma jogada, que muitas vezes a equipe de arbitragem, os jogadores e os torcedores em campo não poderiam ver.
Recentemente na Copa do Mundo de 2006, na Alemanha foram dispostos telões de grandes dimensões nos estádios. As imagens televisivas permitem à torcida rever detalhes ampliados das jogadas. Porém, os lances polêmicos não são mostrados em replays nos telões dos estádios. Também, os árbitros têm usado, durante a jogo, um discreto sistema de radiocomunicação, que permite a troca de informações entre a equipe de arbitragem.
Outro aspecto importante nos desportos, e particularmente no futebol, é o emprego de tecnologia para a análise dos jogos através do scouting (quantificação das ações que acontecem em uma partida de futebol, desde o tempo dos gols marcados, até número de escanteios, impedimentos ou qualquer outra ação pertinente à disputa). Antes feito com anotações manuscritas, o scout técnico já pode ser feito com o auxílio de sistemas computadorizados que são capazes até de fornecer dados em tempo real para técnicos, imprensa e torcedores.

### Popularidade

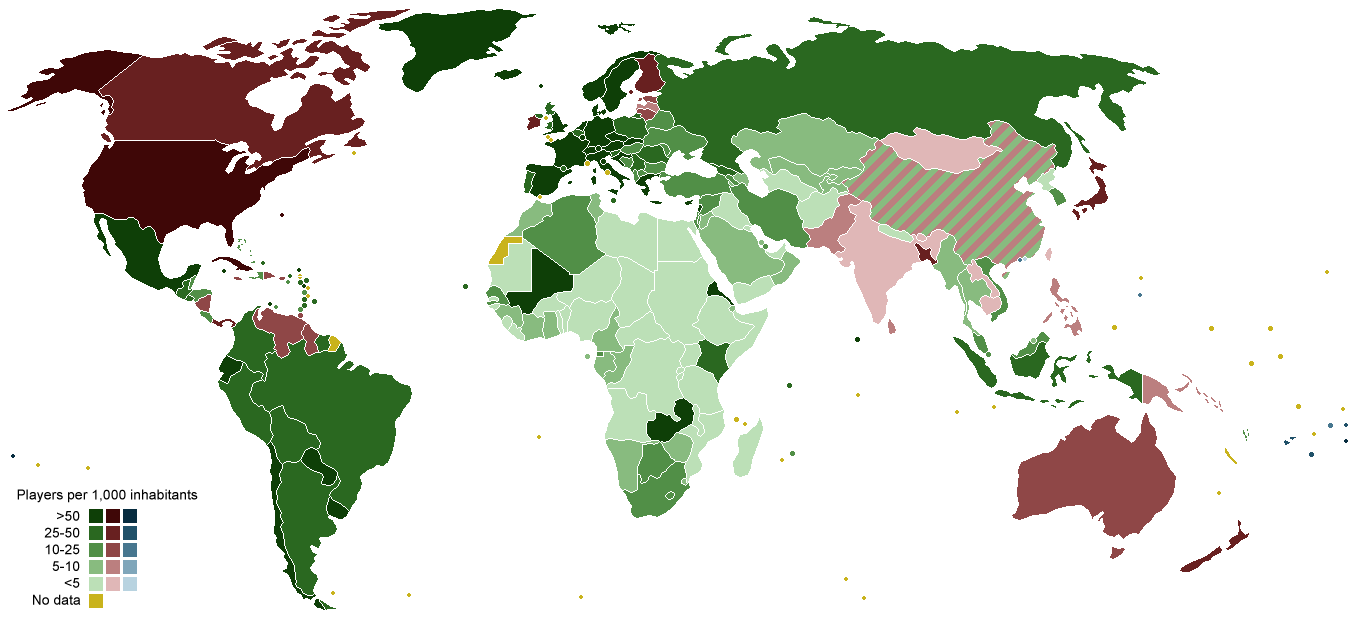
Mapa comparativo da popularidade do futebol a nível mundial. Os países que são representados pela cor verde são os que possuem maior número de jogadores ativos para cada 1000 habitantes

Segundo uma pesquisa realizada pela FIFA no ano de 2006, aproximadamente 270 milhões de pessoas no mundo estão ativamente envolvidos no futebol, incluindo jogadores, árbitros e diretores. Destas, 265 milhões jogam o desporto regularmente de maneira profissional, semiprofissional ou amadora, considerando tanto a homens, mulheres, jovens e crianças. Este valor representa cerca de 4% da população mundial. A confederação com maior porcentagem de pessoas ativamente envolvidas com o futebol é a CONCACAF, com cerca de 8,53% da população. Em contrapartida, na região da AFC esta porcentagem é de somente 2,22%. A UEFA tem uma porcentagem de participação de 7,59%; a CONMEBOL, de 7,47%; a OFC, de 4,68%; e a CFA, de 5,16%. Existem mais de 1,7 milhões de equipes no mundo e aproximadamente 301 mil clubes.
O país com mais jogadores que regularmente atuam (exceto crianças) é a China Continental, que possui 26,1 milhões de futebolistas. Em seguida vêm: Estados Unidos (24,4 milhões), Índia (20,5 milhões), Alemanha (16,3 milhões), Brasil (13,1 milhões) e México (8,4 milhões). Por outro lado, a entidade com menor quantidade de futebolistas regulares (excetuando-se crianças) é Montserrat, com apenas 300 jogadores, seguido das Ilhas Virgens Britânicas (658), Anguila (760) e as Ilhas Turcas e Caicós (950).

### Economia

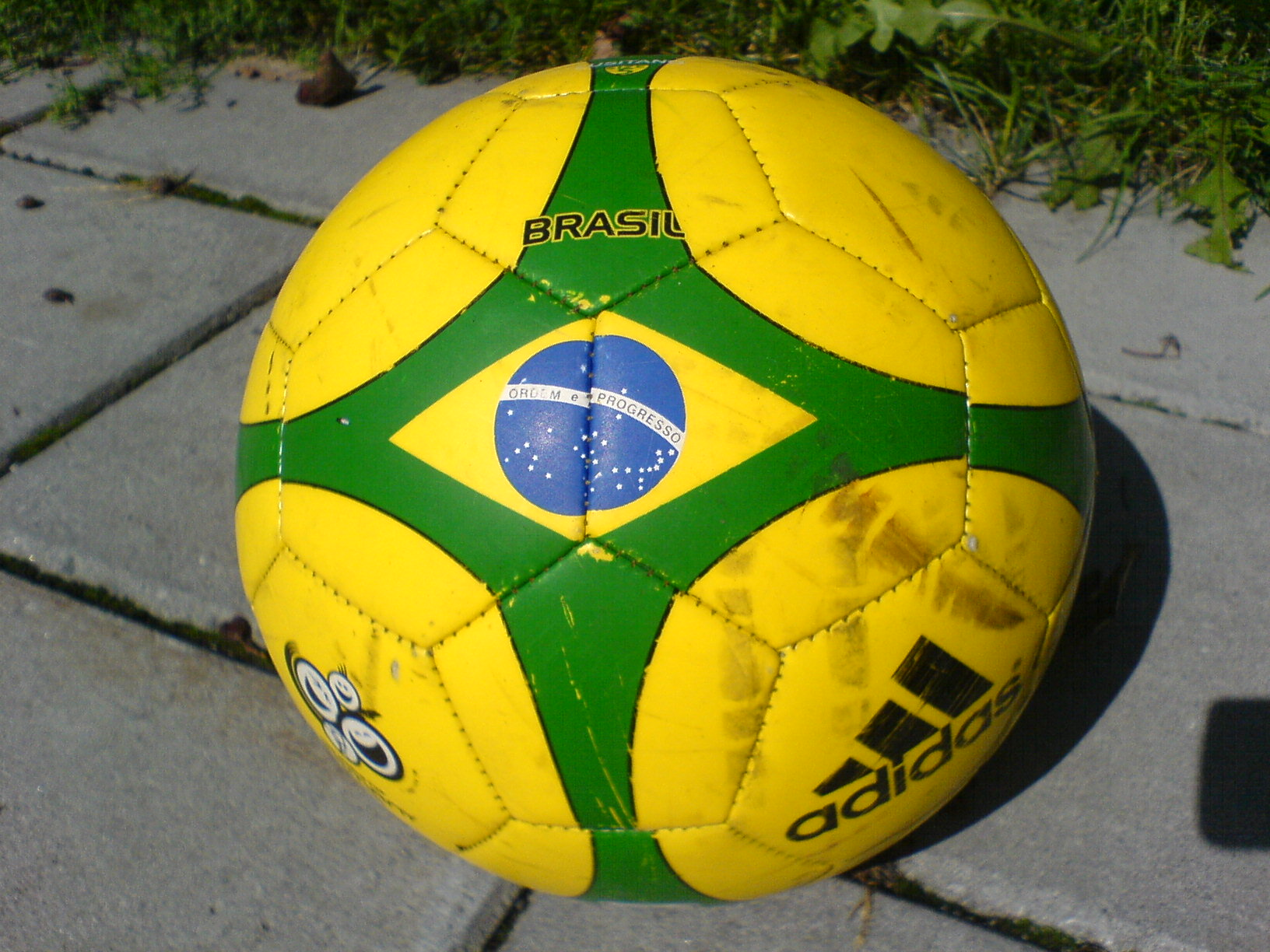
Objetos personalizados como esta bola do Brasil são claros exemplos de merchandising.

Segundo estimativas da FIFA, durante o período 2003-2006 este organismo teve uma receita de 3238 milhões de francos suíços (CHF) e gastos de 2422 milhões de CHF, o que gerou um superávit de 816 milhões de CHF. 92% (2986 milhões de CHF) das receitas estão relacionadas com as competições internacionais, particularmente a retransmissão por televisão da Copa do Mundo FIFA de 2006, que responde por 1660 milhões de CHF desse valor. O restante das receitas se dividem em partes iguais entre receitas financeiras e outras receitas operacionais. Do total das receitas, 714 milhões de CHF foram obtidas por direitos de merchandising. Muitos destas receitas são obtidas em pontos de venda nos arredores dos estádios da Copa do Mundo. Quanto aos gastos, 69% (1682 milhões de CHF) dos mesmos estão relacionados à organização de campeonatos e ao desenvolvimento do desporto: 46% dos gastos totais (1125 milhões de CHF) e 23% (557 milhões de CHF) respectivamente. 26% (622 milhões de CHF) são utilizados para gastos operacionais, como transportes, aluguéis, gastos jurídicos, comunicações, entre outros. Os 5% restantes (118 milhões de CHF) corre por efeitos de câmbios de divisas e juros.
Os orçamentos dos clubes de futebol podem ser encontrados em diferentes valores dependendo da região do mundo onde se encontram. Os maiores orçamentos podem ser encontrados na Europa, particularmente nas principais ligas da Alemanha, Espanha, Itália e Inglaterra. Em grande parte da América do Sul as maiores receitas se devem às transferências de jogadores às ligas europeias, aos fundos fornecidos por transmissões de televisão e a publicidade nas camisetas. Na Europa, os direitos televisivos, a publicidade, a venda de ingressos e o merchandising cobrem grande parte do orçamento.
O futebol também desempenha um papel de solidariedade. Uma das principais contribuições da FIFA ao desenvolvimento do desporto em áreas onde tal fato é dificultado pela falta de materiais e técnicas de desenvolvimento é o Programa Goal. A FIFA também trabalha com o UNICEF desde 1999, fornecendo material de trabalho relacionado com o futebol para que este seja distribuído por esta organização da ONU. Regularmente são realizados em todo o mundo jogos amistosos com propósitos beneficentes, cujos idealizadores frequentemente são estrelas do futebol mundial.

### Cultura

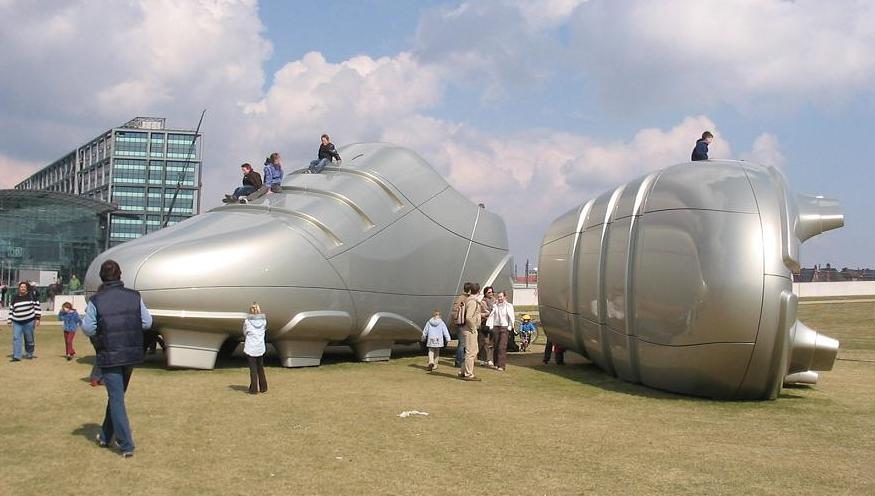
Representação de um par de chuteiras por um artista plástico, incluída no Walk of Ideas

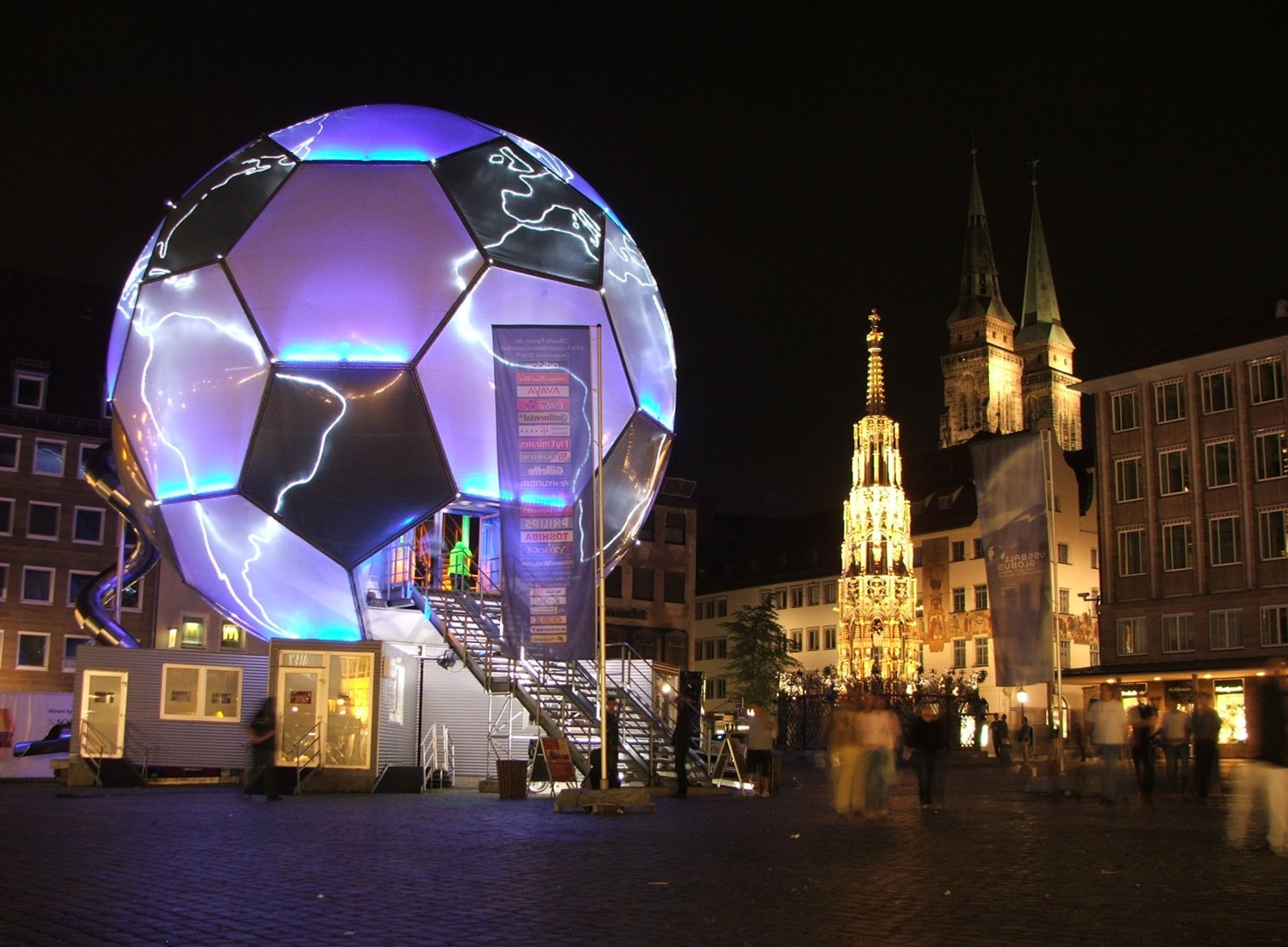
O Fußball Globus em Nuremberga.

A cultura é o conjunto de expressões de uma sociedade, e como tal o futebol não está isento da mesma. Um dos institutos que promovem o futebol como cultura a nível mundial é o Instituto Goethe, que realizou exposições pelo mundo cujos temas eram o futebol.
Uma importante mostra de cultura ocorreu durante a Copa do Mundo FIFA de 2006, disputada na Alemanha. O Walk of Ideas, como foi chamada, era composta de uma série obras plásticas que representavam a Alemanha, sendo uma delas um par de chuteiras.
O design gráfico engloba parte da cultura deste desporto, uma vez que a concepção de cartazes e outros elementos gráficos devem representar o país onde é realizada a competição a que foram atribuídas essas obras. Também vale destacar trabalhos como os do humorista gráfico e escritor argentino Roberto Fontanarrosa, já que muitos dos mesmos estavam relacionados com o futebol.
A relação com a literatura foi mais difícil. Tendo sido popularmente rejeitado pelos escritores desde seu início, somente a partir dos anos 1960 e 1970 os literatos começaram a abordar o mundo do futebol. Esta aproximação pode ser relacionada com o auge dos estudos semióticos, que revalorizaram as manifestações culturais de carácter popular e massiva.
No cinema e na televisão aparecem muitos temas relacionados a esse desporto. Em relação ao primeiro, existem muitos filmes dedicados a este jogo, ainda que poucas criadas com o apoio da FIFA. Dentro das mais conhecidas destacam-se a trilogia Goal!: Goal! (2005), Goal II: Living the Dream (2007) e Goal! 3 (2008), todas com o apoio da FIFA. A FIFA também lançou um filme relacionado com a Copa do Mundo FIFA de 2006. Na televisão pode-se destacar séries animadas como o anime japonês Captain Tsubasa, que praticamente popularizou o futebol no Japão; também pode-se mencionar produções mexicanas e argentinas que o tratam como tema central e secundário.
Em relação à música, Voices from the FIFA World Cup contém uma série de canções de autores conhecidos. Este foi o álbum musical feito para a celebração da Copa do Mundo de 2006, na Alemanha.
A relação entre os videogames e o futebol é muito produtiva. Um dos primeiros jogos eletrônicos futebolísticos bem-sucedidos foi o Pele's Soccer, do console Atari 2600. Muitas edições se tornaram clássicos, como o FIFA Séries, o Pro Evolution Soccer/Winning Eleven e o PC Fútbol.

## As regras

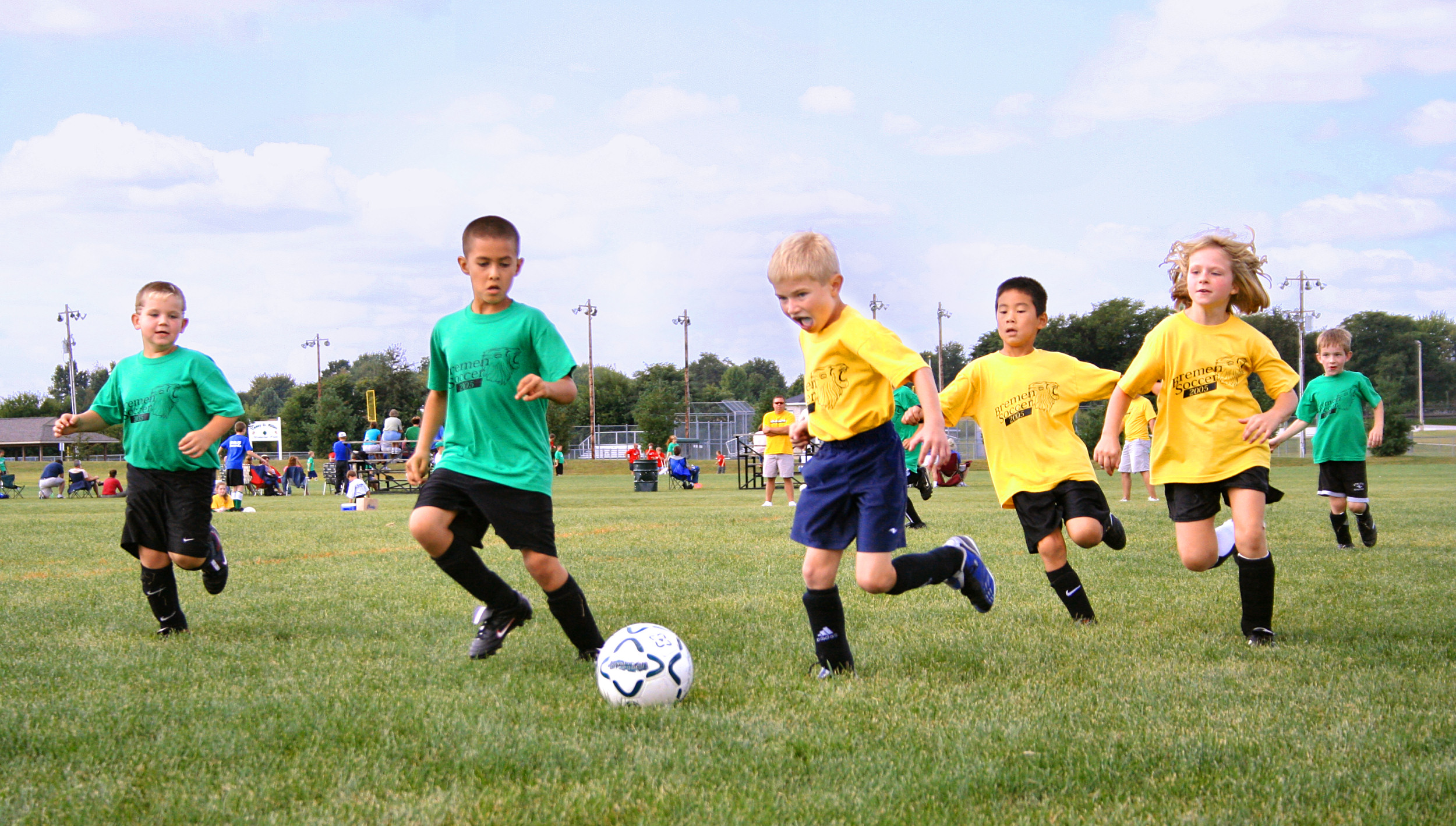
O futebol infantil é um claro exemplo de variação das regras, onde destaca-se o tamanha do campo e o número de jogadores por equipe

O futebol é regido atualmente por 17 regras, as quais são utilizadas mundialmente, ainda que dentro das mesmas são permitidas certas modificações para facilitar o desenvolvimento das modalidades feminina, infantil e veterana. Embora as regras sejam claramente definidas, existem certas diferenças na aplicação das mesmas que devem-se a vários aspectos. Um aspecto importante é a região onde é realizado o jogo. Por exemplo, na Europa, particularmente na Inglaterra, os árbitros se destacam por ser mais brandos com as faltas e infrações, reduzindo desta maneira as advertências e expulsões, enquanto que em outros lugares, por exemplo na América do Sul, as faltas são penalizadas com cartões com mais frequência.
As regras do jogo estão definidas pela International Football Association Board, organismo integrado pela FIFA e pelas quatro associações do Reino Unido. Para aprovar-se uma modificação as mesmas devem ter pelo menos os votos da FIFA e de 2 dos 4 votos das associações britânicas.

### Campo de jogo

Campo de jogo do futebol, padrão 4136 m²

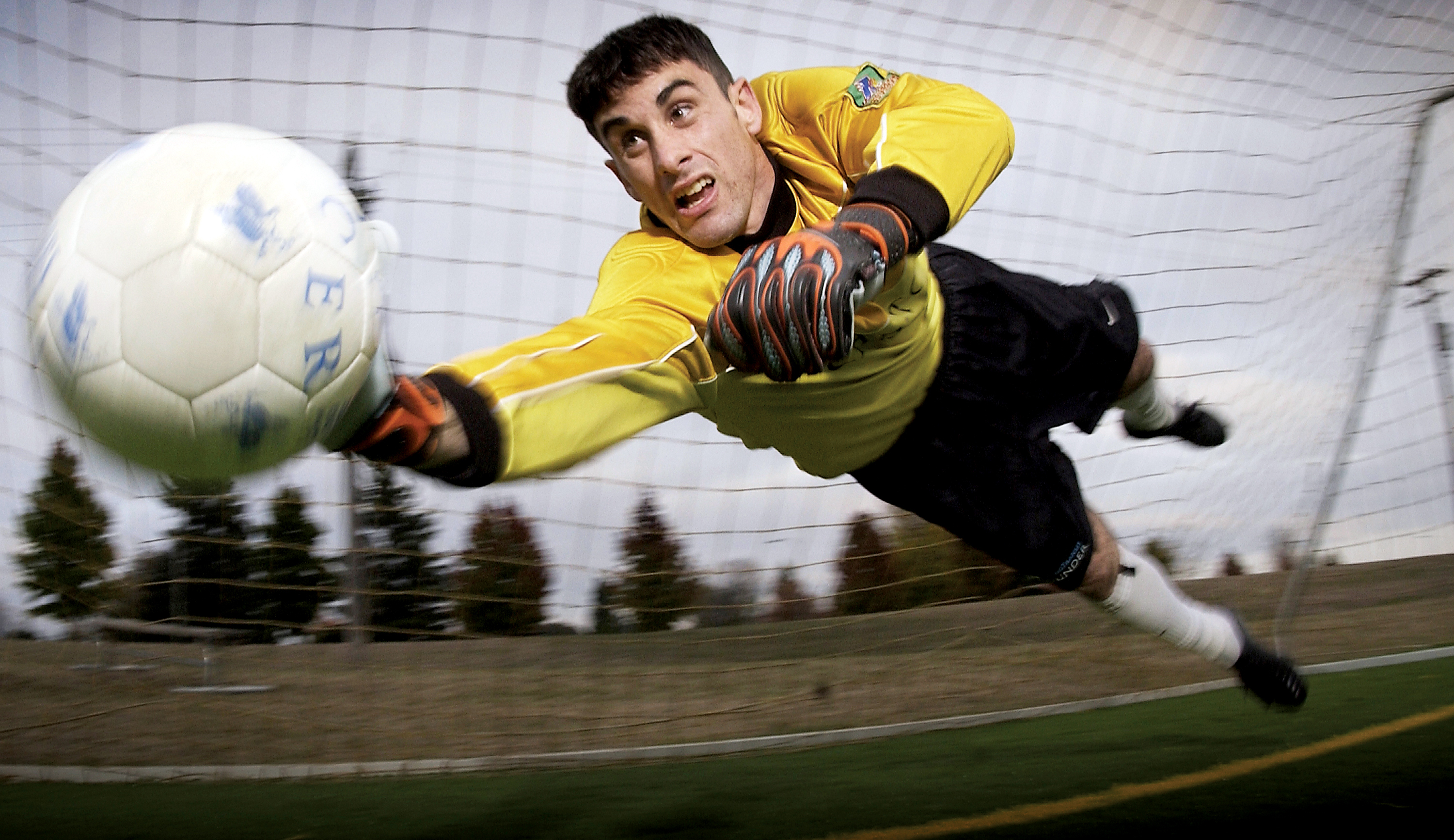
O goleiro ou guarda-redes pode tocar a bola com suas mãos

O futebol se joga num campo de grama natural ou sintética de forma retangular. As medidas são regulamentadas pela International Football Association Board (IFAB) baseadas no sistema imperial.[carece de fontes?]
As dimensões permitidas do terreno são de 90 a 120 m (100 a 130 jardas) de comprimento e de 45 a 90 m (50 a 100 jardas) de largura, mas para partidas internacionais se recomenda as seguintes medidas: entre 100 e 110 m (110 a 120 jardas) de comprimento, e entre 64 e 75 m (70 a 80 jardas) de largura. Em 2008 a IFAB lançou a recomendação de 105 m de comprimento por 68 m de largura. As duas linhas localizadas ao longo do terreno recebem o nome de linhas laterais, enquanto que as outras são chamadas linhas de fundo. Os pontos no meio de cada linha lateral são unidos por outra linha, a linha de meio. O círculo central e o que circunda a marca do pênalti possui raio de 9,15 m (10 jardas).
As grandes áreas são áreas retangulares localizadas no centro dos golos e adentrando-se no campo. As linhas que delimitam a grande área são traçadas a 16,5 m (18 jardas) dos postes verticais, adentrando-se também 16,5 m ao interior do campo, e unidas por outra linha maior. O traçado da pequena área e semelhante, mas com uma medida de 5,5 m (6 jardas).
Sobre o centro de cada linha de fundo e adentrando-se no campo ficam a grande área, as pequena área e as balizas. As chamadas balizas, também conhecidas como goleiras, gols ou golos, são constituídas de dois postes verticais (conhecidos como traves) de localizados a 7,32 m de distância um do outro com 2,44 m de altura e sobre o centro de cada linha de fundo. As partes superiores dos postes são unidas por outro poste horizontal, conhecido como travessão.

#### Finalidade das marcações do campo de jogo
- Arco-penal — popularmente conhecida por meia-lua, tem como objetivo determinar a distância de 9,15 m que os demais jogadores que não estão envolvidos nas cobranças de penais devem permanecer, somente o cobrador e o goleiro podem ficar a frente dessa marca;
- Área de meta — popularmente conhecida como pequena área, tem um diâmetro de 5,5 m, ela objetiva delimitar espaço para cobrança do tiro de meta, presta-se também a delimitar o espaço para cobrança de tiro-livre indireto caso ocorra este tipo de falta dentro da área, nesse caso a barreira não fica na distância do 9,15 m regulamentares e sim no máximo em cima da linha de meta ou linha de gol;
- Área penal — popularmente chamada de grande área, marca o espaço onde o goleiro pode usar as mãos para defender sua meta, marcar também o espaço onde faltas podem se tornar penalidade máxima;
- Tiro penal — popularmente conhecida como marca do pênalti, marca a distância de 11 m até a linha do gol para a cobrança de pênaltis;
- Arco de Canto — Espaço conhecido como marca de escanteio, espaço para que se possa executar a cobrança de escanteios;
- Linha Lateral — às vezes chamada de linha de canto, serve para delimitar o espaço final de jogo, se a bola ultrapassar essa linha deve ser marcado falta e cobrado o lateral;
- Linha de Meta — chamada também de linha de fundo, marca o espaço máximo do gol, se a bola ultrapassar essa linha marca falta para cobrança de escanteio ou tiro de meta. Se a bola passar pelo espaço do gol, então é assinalado gol e a cobrança é feita no ponto central;
- Bandeirinha de canto — Tem como finalidade facilitar a definição de escanteio/tiro de meta e lateral, o mastro fica cravado sobre o encontro de ambas as linhas de lado e fundo, quando a bola bate no mastro e volta, a bola continua em jogo, sem marcação de falta;
- Círculo Central — sua finalidade é delimitar o espaço no qual os jogadores que darão o toque inicial para colocar a bola em jogo terão sem que haja interferência do adversário, somente o ou os cobradores podem ficar dentro do círculo nos instantes do primeiro toque, a bola deve sempre se cobrada para frente, para o lado do campo adversário;
- Ponto Central — é a marca que define onde a bola deve ser coloca sem movimento para o início ou reinício da partida;
- Linha de meio-campo — é a marcação que define os campos de jogo de cada time.

### Início do jogo
Cada um dos dois times joga com no máximo 11 jogadores e no mínimo 7. Durante a partida pode-se substituir jogadores por outros, denominados reservas. Um dos jogadores titulares deverá ser o goleiro ou guarda-redes. É permitido que um goleiro e outro jogador da equipe troquem de posição durante o jogo, se for durante o intervalo e com o consentimento do árbitro.
Cada jogador deverá utilizar um vestuário básico, que é constituído de uma camiseta ou camisa com mangas, bermudas, meias, caneleiras e uma chuteira. As cores do vestuário de ambas as equipes e a de ambos os goleiros devem ser claramente diferentes. Os capitães (jogadores representantes de cada equipe) devem ter alguma marca identificadora para ser chamados pelo árbitro quando for necessário, que geralmente é um bracelete.
O futebol é jogado com uma bola de forma esférica que deve ser de couro ou outro material adequado. Sua circunferência deve ser entre 68 e 70 centímetros, sua massa de 410 a 450 gramas e sua pressão de 0,6 a 1,1 atmosferas ao nível do mar. Os jogadores podem tocar e mover a bola com qualquer parte de seu corpo, exceto os membros superiores. O goleiro tem a vantagem de poder utilizar qualquer parte de seu corpo para isto, mas somente dentro de sua grande área.
Cada jogo é controlado por um árbitro principal designado pela organização da competição em questão, que será a autoridade máxima da partida e o encarregado de fazer cumprir as regras do jogo. Todas as decisões do árbitro são definitivas. Somente ele pode modificar uma decisão, sempre que não tenha retomado o jogo ou a partida tenha sido finalizada. Além disso tem a sua disposição dois bandeirinhas para ajudá-lo na tomada de decisões. Possui também um quarto árbitro a seu dispor que é o que confirma, e além disso controla os reservas e o corpo técnico. O quarto árbitro também indica as substituições e o aumento do tempo regulamentar.
Para iniciar o jogo, um ou mais jogadores de uma equipe movem a bola do meio de campo, momento quando começa a correr o tempo regulamentar. Esta situação se dá com a equipe adversária no início do segundo tempo. Também ocorre depois de cada gol marcado, quando a equipe que o sofreu executa a ação.

### Duração e resultado

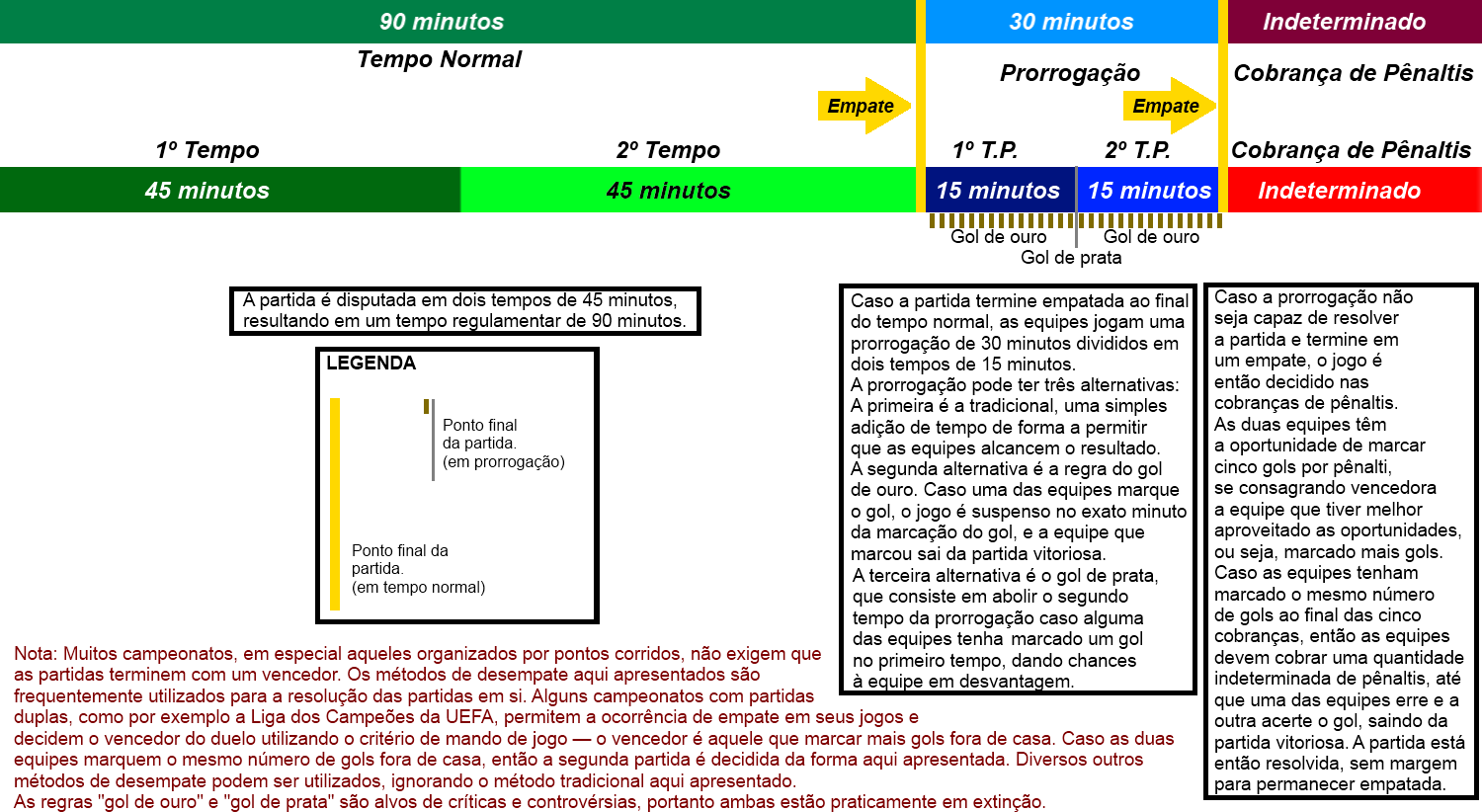
Diagrama apresentando tempos e métodos de desempate no futebol

Embora o regulamento não especifique um tempo fixo de duração das partidas, recomenda-se 90 minutos por jogo, divididos em dois tempos de 45 minutos, com quinze minutos de intervalo entre ambos os períodos. Cada competição fixa um tempo para cada partida da mesma, mas durante elas sempre perde-se tempo de jogo por várias razões, como substituições e faltas. Por isso o árbitro principal de cada jogo pode adicionar minutos extras em cada tempo.
O objetivo do desporto é marcar mais golos que o rival. Considera-se que uma equipe marcou um gol quando se introduz a bola por completo entre as traves verticais e por debaixo do travessão do rival, sempre e quando não é cometido uma infração às regras do jogo previamente. O gol é a única forma de marcar no futebol, situação que não ocorre em outros códigos de regras do futebol. Se ambas as equipes marcam o mesmo número de golos, a partida é considerada empatada.
Em muitos casos, quando a partida termina em empate, busca-se alguma forma para que uma das equipes seja considerada vencedora do jogo, e para alcançar isto existem várias formas. Se a partida fica empatada, pode-se jogar uma prorrogação, que é constituída de dois tempos, geralmente de 15 minutos cada um, dando-se continuidade à partida inicial. Além disso, existiam duas formas em que a prorrogação termine antes do tempo previsto: o morte súbita (gol de ouro) e o gol de prata. Esses métodos foram abolidos em 2004.
Se a igualdade persistir, ocorrerá uma disputa por pênaltis, que consiste em cada equipe execute cobranças de pênalti de forma alternada até totalizar cinco cada uma. Se ao término das dez cobranças a igualdade permanecer, se continuará cobrando um pênalti por equipe até que se defina um vencedor.

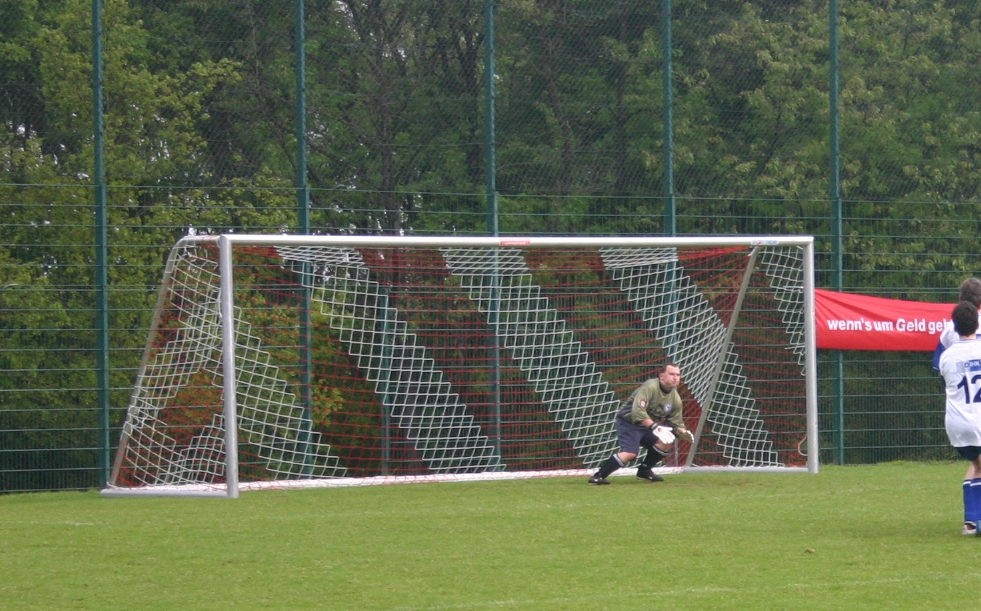
A baliza do futebol, onde se marcam os golos.

A utilização da prorrogação e da disputa por pênaltis é uma forma muito utilizada no futebol contemporâneo, sendo o principal exemplo disso as fases eliminatórias da fase final da Copa do Mundo FIFA. Em algumas competições é realizada a cobrança de pênaltis logo após o término do tempo regulamentado, sem passar por uma prorrogação. Um bom exemplo deste sistema são as fases eliminatórias da Copa América.
Em todos estes exemplos se joga uma única partida, mas existem outros torneios onde as fases eliminatórias são jogadas em duas partidas, as chamadas partidas de ida e volta. Para determinar se a chave (ambas as partidas) terminou em empate, são somados os golos a favor de ambas as equipes nas duas partidas, e se resultam no mesmo número de golos para cada uma das duas equipes, diz-se que a chave terminou empatada. Em alguns casos, se a chave termina empatada, utiliza-se um sistema de desempate com prorrogação ou pênaltis, que são realizados ao término da segunda partida da chave.
Em algumas chaves eliminatórias considera-se outra forma de desempate prévio à prorrogação ou os pênaltis: os golos do visitante. Se ao término de ambas as partidas ninguém supera o rival em número de golos, conta-se o número de golos convertidos por cada time na partida que jogou como visitante. Se uma equipe marca mais golos como visitante depois de jogadas as partidas, será a vencedora da chave, mas se persistir o empate também nesse critério, realizar-se-á a prorrogação e disputa de pênaltis. Um exemplo deste sistema são as fases eliminatórias da Copa Libertadores da América.

### Faltas e reinício do jogo

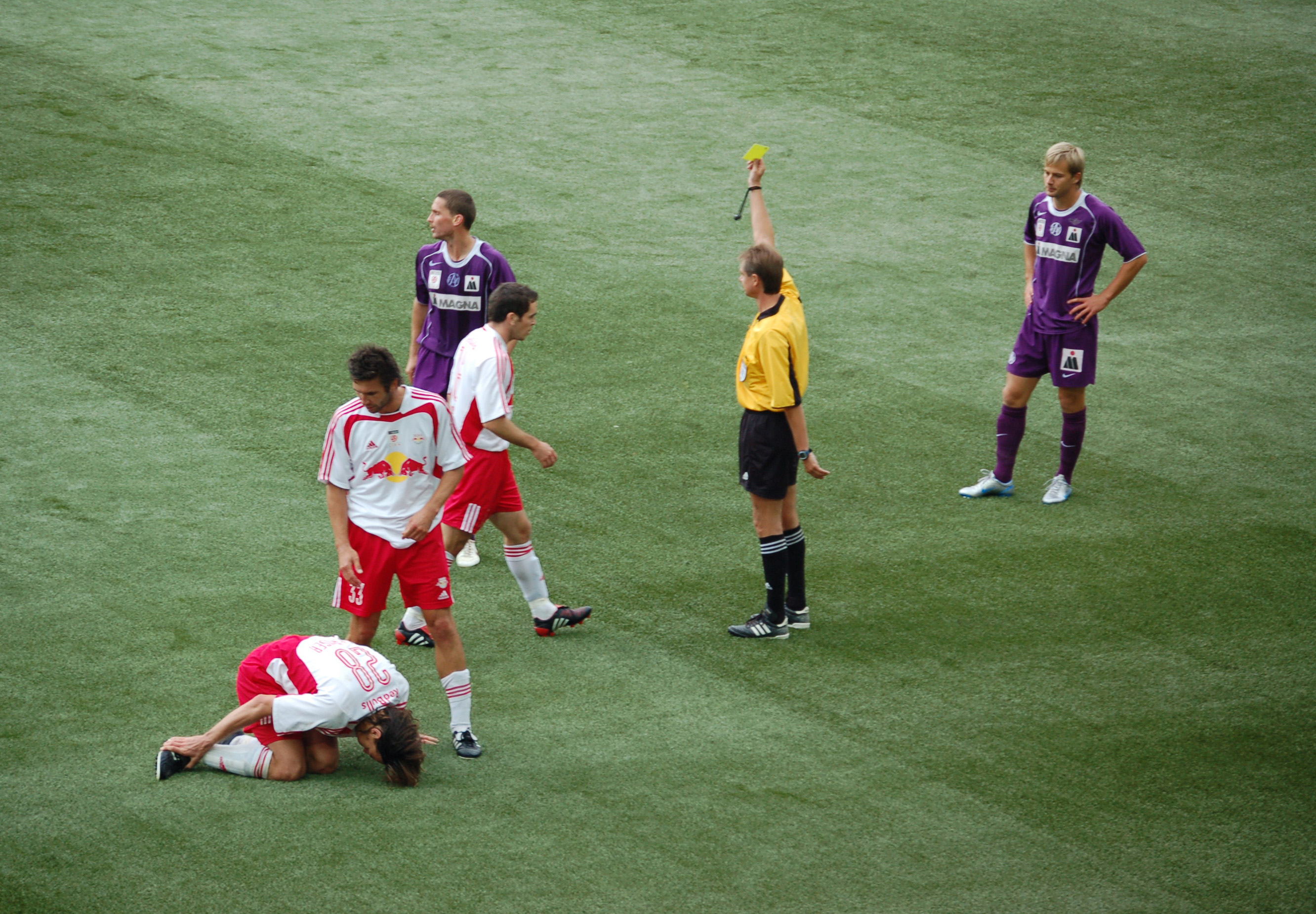
O árbitro advertirá a um jogador quando este comete uma infração que deva motivar esta advertência

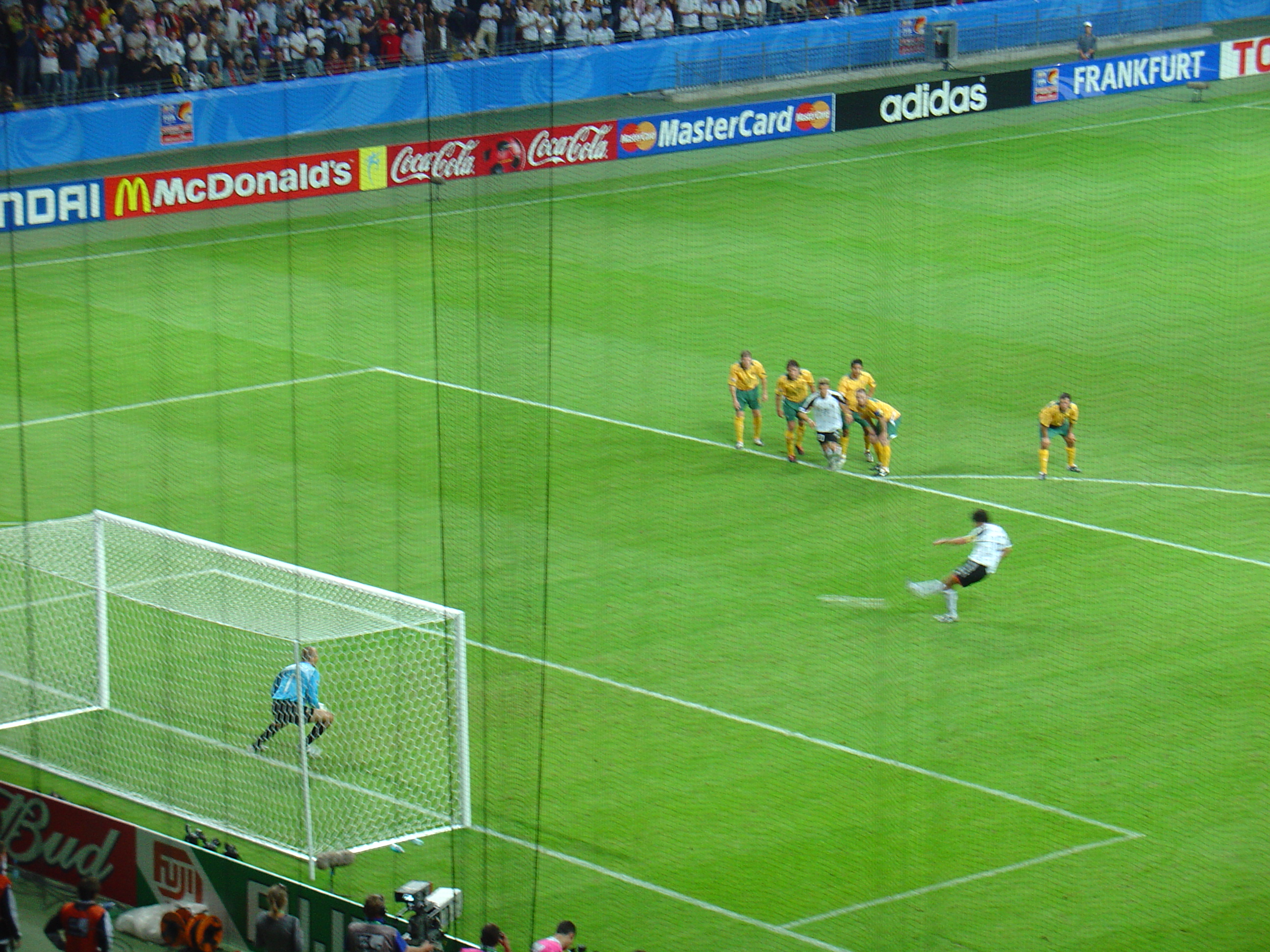
As faltas na área são punidas com um pênalti.

Cada vez que um jogador golpeie ou tenta golpear outro jogador, o empurre, o retenha para obter vantagem, cuspa-no ou toque a bola com seus membros superiores (exceto o goleiro), o árbitro marcará um tiro livre direto a favor da equipe que recebeu a infração, que se realizará desde o local da infração. Se ocorrer dentro de uma das áreas, independentemente da posição da bola, e se esta estava em jogo, é marcado um pênalti contra a equipe infratora.
Se um jogador joga de forma perigosa, dificulta a um adversário ou impede o goleiro de pegar a bola com suas mãos, é marcado um tiro livre indireto a favor da equipe que recebeu a infração, que será cobrado do local onde ocorreu a infração. Além disso, será marcado um tiro livre indireto se o goleiro manter a bola em suas mãos por mais de seis segundos ou tocar a bola logo depois de tê-la tocado e a soltado (exceto se o árbitro entender que não havia como não soltá-la), tê-la recebido de um companheiro ou diretamente de um arremesso lateral.
Um jogador poderá receber um cartão amarelo (advertência) ou vermelho (expulsão), se cometer algumas infrações das especificadas no regulamento. Se um jogador recebe um cartão vermelho, será expulso de campo e não poderá ser substituído por outro. Se um jogador recebe dois cartões amarelos em uma mesma partida, receberá um cartão vermelho e será expulso. Os cartões são uma forma de fazer o cumprimento das regras do jogo pelos jogadores.
Se a bola sai de campo pela linha de fundo logo após ser tocada por um jogador da equipe que está na defensiva, será concedido uma cobrança de escanteio ao time rival. Se for tocada pela última vez por um jogador do time atacante, será concedido um tiro de meta à equipe adversária. Caso a bola sai de campo por uma das linhas laterais, o time adversário ao do jogador que tocou-a pela última vez terá direito a um arremesso lateral.

### Impedimento
O impedimento é uma regra para impedir a chamada banheira (gíria do futebol para os jogadores que ficam só dentro da área penal adversária esperando pela bola). Ela caracteriza-se quando um jogador que poderia receber um passe, no momento em que este é executado, não tem entre si e a linha de fundo adversária pelo menos dois jogadores do outro time.
Quando um jogador não está em posição de impedimento, diz-se que há jogadores adversários dando condições a ele. Os jogadores que dão condições ao atacante podem ser um goleiro e um jogador de linha ou dois jogadores de linha.
As exceções à regra do impedimento são unicamente os casos de lançamentos diretos de tiros de meta, arremessos laterais, escanteio; e situações específicas: quando o jogador a receber o passe encontra-se no campo de defesa ou quando está atrás da linha da bola.

## Esquemas táticos

Examplo de um esquema tático: o 4-4-2. Formado por quatro zagueiros, quatro meio campistas e dois atacantes

As regras do futebol não determinam especificamente outras posições além do guarda-redes. Porém, com o desenvolvimento do jogo, um certo número de posições especializadas foi criada. As posições principais no futebol são:
- O guarda-redes ou goleiro é quem protege a baliza. É o único jogador que pode usar as mãos, e mesmo assim só pode usá-las dentro da área de baliza e tem o tempo de 6 segundos para recolocá-la em jogo. A sua função é impedir que a bola passe pelas traves da baliza.
- Os centrais ou zagueiros têm a função de ajudar o goleiro a proteger a baliza, tentando desarmar os atacantes adversários.
- Os laterais ocupam as laterais do campo. Também ajudam o goleiro a proteger a baliza e normalmente são os responsáveis de repor a bola em jogo quando esta sai pelas linhas laterais do campo.
- Os médios, meias, meio campistas têm basicamente a função de fazer a ligação entre a defesa e o ataque da equipe, atuando tanto na marcação como nas jogadas ofensivas.
- O avançado ou atacante tem a função fundamental de fazer o gol logo estão normalmente no campo adversário.

As posições definem a área do campo de atuação de um jogador, mas não o prendem a ela. Jogadores podem trocar de posições, sendo isso bem frequente. Os goleiros têm uma mobilidade menos versátil por sua função, mas também podem participar de cobranças de faltas e escanteios.
O número de jogadores em cada posição define o esquema tático do time, sendo os mais comuns na atualidade o 4-4-2, o 3-5-2 e o 4-5-1. A seleção italiana, no entanto, foi campeã da Copa do Mundo FIFA 2006 utilizando o esquema tático 4-4-1-1. Os números indicam a ordem sequencial de jogadores nas posições: o 4-4-1-1, por exemplo, significa que a Itália jogava com quatro jogadores mais defensivos (incluindo defesas centrais e laterais, que podem ser mais ofensivos, sendo aí chamados no Brasil de alas), 4 médios, 1 médio ofensivo e 1 avançado ou ponta de lança.

## Outras variedades do futebol
Existem dois tipos de variação futebolística: Os que têm regras herdadas da Football Association (criada em 1863), descendem principalmente do association football (traduzido em português como futebol associado, mas que com o tempo ficou a ser conhecido simplesmente como futebol); e o segundo, com regras herdadas do Rugby Football Union (criada em 1871 por 21 clubes ingleses que se opuseram à regra de não poder colocar a mão na bola), descendem principalmente do rugby football (traduzido em português como futebol râguebi, mas que com o tempo ficou conhecido simplesmente como râguebi), e acabaram por formar desportos característicos quase que exclusivamente de países anglófonos.
O futebol possui diversos desportos derivados das regras estabelecidas pela FIFA (originalmente pelo The Football Association) e pelo International Rugby Board (originalmente pelo Rugby Football Union, não reconhecido em países neolatinos como tipos oficiais de futebol); ambos possuindo em sua maioria versões modificadas das regras para determinado piso (areia, quadra) ou ao tamanho ou característica destas (paredes ao invés de laterais, campos gramados menores).

### Futebol de salão
O futebol de salão ou futsal é jogado entre duas equipes de 5 jogadores cada uma, sendo um deles o goleiro. É disputado em dois tempos de 20 minutos cada um. Cada jogo é realizado sobre uma superfície de material sólido com cerca de 40 por 20 m. As outras regras são praticamente iguais às do futebol tradicional, com poucas diferenças, como a ausência do impedimento e o uso dos pés para cobrar os arremessos laterais.
Desde 1989 é realizado o Campeonato Mundial de Futsal, equivalente à Copa do Mundo FIFA para este desporto, que também é organizado pela FIFA.

### Futebol de areia
Assim como o futsal, o futebol de areia possui grandes semelhanças com o futebol tradicional. Participam duas equipes de cinco jogadores cada uma, sendo um deles o goleiro. Joga-se num campo de cerca de 35 por 25 m, que é coberto inteiramente por areia. Cada partida é constituída de três tempos de 12 minutos cada um e, diferentemente de outras variantes do futebol, o tempo para quando o árbitro marca um tiro livre, marca um pênalti ou consta que um jogador está fazendo o tempo passar de forma inapropriada. Todos os tiros livres são diretos e sem barreira da equipe adversária. Se um jogador recebe dois cartões amarelos, receberá um cartão azul e deverá sair do campo de jogo por 2 minutos, sem poder ser substituído por outro jogador. Se um jogador recebe um cartão vermelho ou três amarelos, será expulso e não poderá ser substituído por outro. Os arremessos laterais podem ser executados com os pés. As outras regras são praticamente iguais às do futebol tradicional.
A competição mais importante atualmente é a Copa do Mundo de Futebol de Areia, que é disputada desde 1995, ainda que somente a partir de 2005 sob a organização da FIFA.

### Futebol de pântano
É uma variação do futebol tradicional. O esporte teve origem na Finlândia, mas foi no Reino Unido que ganhou um campeonato mundial.

### Futebol paraolímpico
Atualmente, particularmente nos Jogos Paraolímpicos, existem duas versões do futebol adaptadas a pessoas com algum tipo de deficiência: o futebol de cinco, para pessoas que sofrem de cegueira, e o futebol de sete, para atletas com paralisia cerebral. Utilizam-se as regras similares às do futebol tradicional e às do futsal, mas com modificações para adaptá-las à deficiência em questão.
O futebol de cinco é jogado entre duas equipes de cinco jogadores cada uma, onde um deles, o goleiro, não pode sofrer de cegueira total (cegueira B-1). Para evitar fraudes, os 4 jogadores de campo usam uma venda sobre seus olhos, independentemente de seu nível de cegueira. É jogado em dois tempos de 25 minutos cada um. O campo de jogo possui um formato retangular, seu comprimento é de 38 a 42 m e sua largura possui entre 18 e 22 m. Possui uma baliza, uma grande área e outras características similares à do futebol tradicional. Utiliza-se uma bola que ao girar sobre si mesma emite um som claramente identificável pelos jogadores. O objetivo do jogo é marcar mais golos que o adversário e para isto deve-se passar a bola pela baliza do rival, utilizando qualquer parte do corpo, exceto os membros superiores. Como no futebol tradicional, cada jogo é controlado por vários árbitros, que são encarregados de fazer cumprir as regras e punir aos jogadores se for necessário.
O futebol de sete é praticamente igual ao futebol tradicional. As diferenças mais notórias são o fato de o campo e as balizas serem menores, o número de jogadores por equipe (7 ao invés de 11), a inexistência da regra do impedimento e a liberdade para efetuar um arremesso lateral da forma que o jogador preferir. Somente podem participar jogadores que sofram paralisia cerebral de classe 5 a 8.

### Showbol
O Showbol é muito parecido com o futsal, mas em um campo menor. Foi criado em 2007 e, ainda que não é muito conhecido pelo mundo, na América do Sul ganhou muitos adeptos. A ideia foi divulgada pelos ex-jogadores Diego Armando Maradona (argentino) e Iván Zamorano (chileno). Basicamente é uma espécie de "Show" a base do futebol; onde os jogadores são reconhecidos ex-jogadores de futebol tradicional. Há várias seleções de Showbol, destacando-se a argentina, a chilena, a peruana, a uruguaia, a brasileira e a mexicana.

### Outras variantes

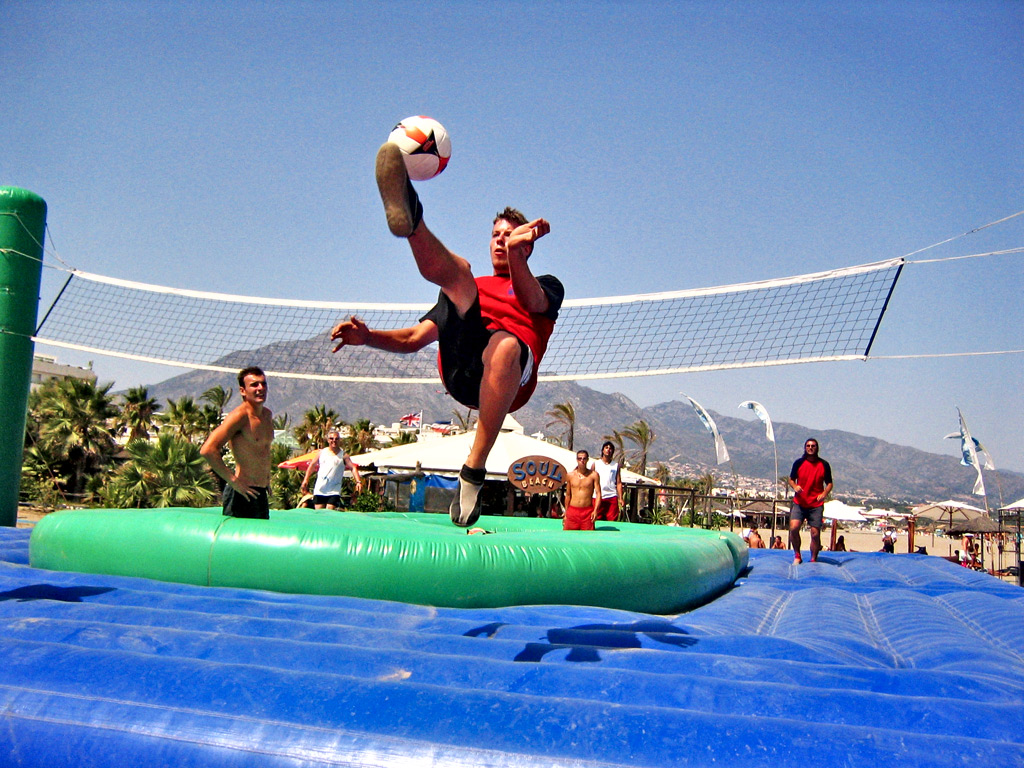
Um jogador efetua uma bicicleta durante um jogo de bossaball na Espanha.

À parte de todas as variantes supracitadas, existem outros desportos que possuem grandes semelhanças com o futebol tradicional ou que mesmo combinam aspectos de outros desportos, ainda que as regras dos mesmos variam de acordo com o local onde são jogados e aos meios disponíveis.
O jogo denominado bossaball ou futevôlei inflável combina aspectos do futebol tradicional e do voleibol. Baseado nas regras do voleibol, é jogado sobre uma superfície de colchões infláveis e camas elásticas, o que permite maior número de toques e uma maior disputa pelos pontos nos saltos. Joga-se entre duas equipes de até 5 jogadores, que devem passar a bola por cima da rede utilizando qualquer parte de seu corpo, mas com um número limitado de toques.
O futetênis, como o nome indica, combina aspectos do futebol tradicional e o ténis. É jogado sobre um terreno similar ou igual ao campo de ténis, onde cada uma das duas equipes deve passar a bola por cima da rede utilizando a cabeça e os pés. A altura da rede pode variar, com que o terreno poderia ser substituído por uma quadra de voleibol.
Nos Estados Unidos também foi criado o footbag, esporte que tem por objetivo manter uma pequena bola no ar por meio de chutes. Uma adaptação deste esporte é o futebol de saco, criado no Brasil, que guarda uma semelhança com o tênis e futevôlei.

### Variações Independentes
- Futebol Society: Variação jogada em campos gramados (ou artificiais) menores, com pelo menos sete m de cada lado. Já existem campeonatos amadores na América do Sul.[139]
- Futebol de Salão Fifusa: Muitíssimo parecido com o Futsal, é decorrente de uma rixa entre a FIFA e a FIFUSA que era a única federação internacional de futebol de salão, As regras são consideradas mais clássicas, tendo a bola um pouco menor e mais pesada, entre outras diferenças.[140]
- Rush goalie: Praticado na Europa, basicamente é um futebol Society onde a posição de guarda-redes não é definida podendo ser desempenhada por qualquer um dos jogadores, mas não ao mesmo tempo. Em algumas variedades o guarda-redes temporário tem de avisar com um grito que está assumindo a posição.[141]

### Variações do râguebi nomeadas como futebol
Estes desportos surgiram como tipos de râguebi do desmembramento do Rugby Football Union do Football Association em 1871 (na Inglaterra), para proteger a tradição dos clubes ingleses que permitiam o futebol em que pode-se colocar as mãos na bola; em algumas línguas também são nomeadas como futebol. A variedade mais conhecida é o futebol americano, também conhecido em alguns países anglófonos como gridiron, que é uma ramificação do râguebi praticado nos Estados Unidos. Há também o futebol canadense, que é parecido com o futebol americano, mas preservou algumas regras originais do râguebi inglês; o futebol australiano, que é uma ramificação do râguebi praticado nos países da Oceania;
e o futebol gaélico, conhecido também como Peil ou Caid, que é praticado na Irlanda e aparenta-se, grosso modo, como uma mistura de futebol, râguebi e andebol.

### Jogos de mesa e outros

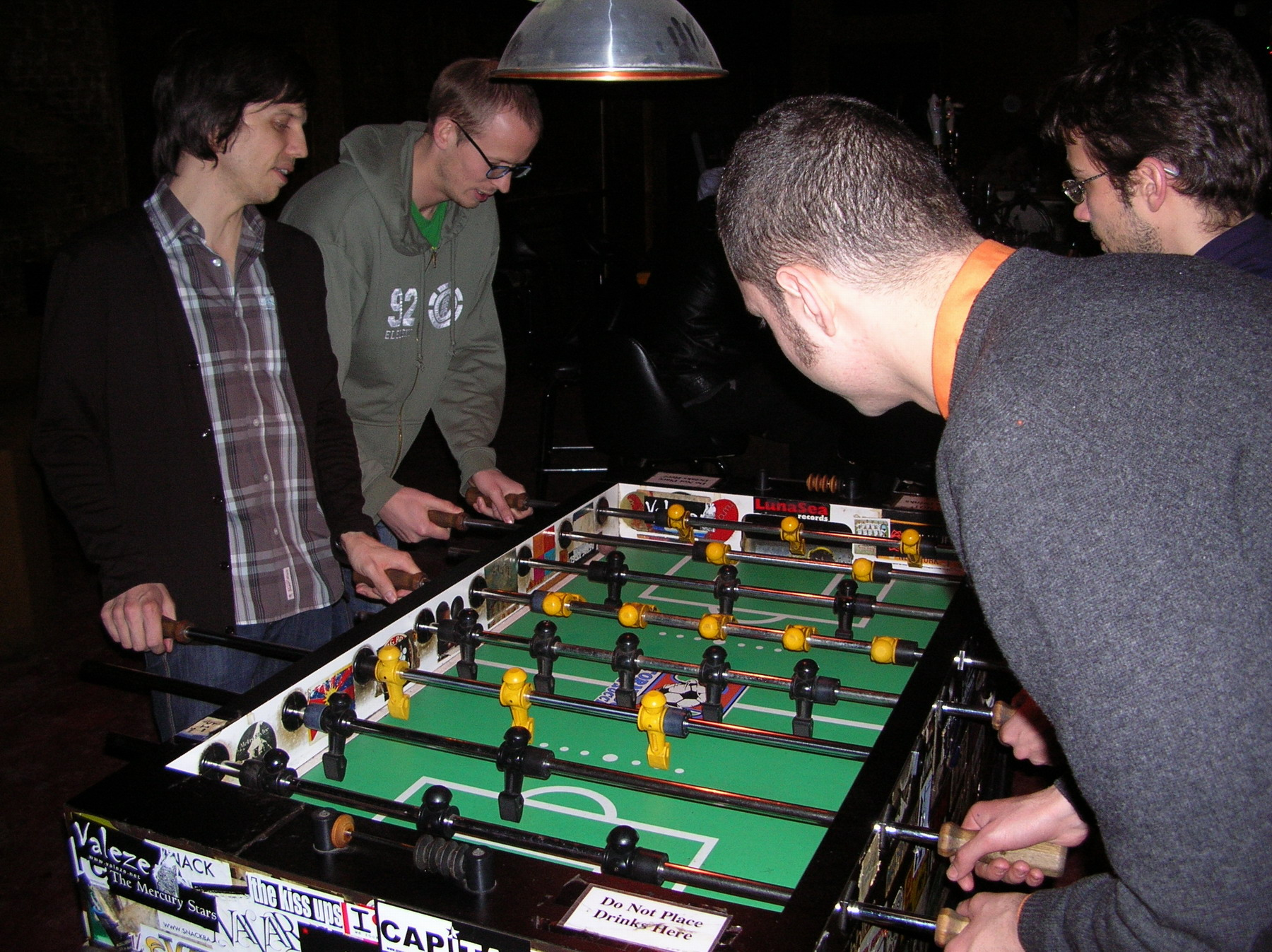
Jovens jogam futebol de mesa em Nova Iorque.

Um dos jogos de mesa mais tradicionais relacionados com o futebol é o futebol de mesa ou matraquilhos. O mesmo é constituído de uma mesa com uma réplica de campo de futebol em seu interior, a qual possui vários bonecos representando os futebolistas. A mesa é atravessada por uma série de barras rotativas onde se encontram os jogadores. Cada uma das equipes tem suas barras de forma alternada. Essas barras são giradas com as mãos através de borrachas localizadas nas extremidades das barras. Embora este jogo possua caráter informal, particularmente por suas regras e o formato da mesa, existe uma organização chamada International Table Soccer Federation, que estipula regras e organiza campeonatos de forma regular.
Também vale ressaltar o subbuteo, um jogo de mesa similar ao futebol de mesa, onde a principal diferença é que os jogadores não se encontram presos em uma barra, mas sim apoiados individualmente sobre uma espécie de pedestal de forma côncava. Para que um jogador possa mover a bola deve-se pegar com o dedo um dos bonecos para que este golpeie o esférico.
O futebol também tem uma grande importância para programação de videojogos e robôs. Em relação a videojogos destacam-se simuladores como FIFA e Pro Evolution Soccer (também conhecido como Winning Eleven), os quais permitem simular encontros de futebol controlando os movimentos dos futebolistas, e outros como Football Manager e Brasfoot, os quais permitem controlar equipes como dirigentes e técnicos. Também existem competições como a RoboCup, que simulam partidas de futebol utilizando pequenos robôs.

## Entidades organizadoras

Confederações da FIFA.
Confederação Asiática de Futebol (AFC) na Ásia e Austrália.
Confederação Africana de Futebol (CAF) na África.
Confederação de Futebol da América do Norte, Central e Caribe (CONCACAF) na América do Norte, Central e no Caribe (incluindo as Guianas).
Confederação Sul-americana de Futebol (CONMEBOL) na América do Sul (exceto as Guianas e Trinidad e Tobago.
Confederação de Futebol da Oceania (OFC) na Oceania (exceto a Austrália).
União das Associações Europeias de Futebol (UEFA) na Europa.

O corpo diretor do futebol a nível internacional é a Federação Internacional de Futebol (Fédération Internationale de Football Association), mais conhecida pelo seu acrônimo FIFA, com sede em Zurique, Suíça. Este organismo se sustenta em cinco princípios principais para garantir o bom desenvolvimento do desporto: melhorar o futebol desde seu caráter universal, educacional e cultural, assim como melhorar os valores humanos que sustentam o mesmo; organizar competições do desporto; elaborar um regulamento para manter o espírito do jogo; controlar as distintas formas de futebol, adotando medidas para melhorar as mesmas; e impedir certas práticas que afetem a essência do desporto.
A FIFA não se dedica unicamente nos detalhes organizativos do desporto, mas também promove melhorias na infraestrutura futebolística de cada país, particularmente nos mais pobres, por meio do Programa Goal. O mesmo inculca aspectos táticos, técnicos, de saúde e organizativos às populações desses países, ajudando-os no crescimento do futebol interno. O Programa não financia a construção de estádios, mas apoia financiando centros de treinamento, material para treinar e elementos de oficina para as associações. Atualmente 185 associações nacionais são beneficiadas pelo programa, que completou ou está organizando 292 projetos.
Devido ao constante crescimento da FIFA, foram criadas ao longo da história seis confederações regionais, cujos objetivos são similares aos da FIFA. As mesmas estão encarregadas de coordenar todos os aspectos do desporto em cada região. Para que uma associação seja membro de uma confederação, não deve necessariamente ser afiliada à FIFA.
Por sua vez, dentro de cada confederação há associações de futebol, que representam um país e, em algumas ocasiões, um território ou estado não reconhecido internacionalmente. Salvo casos excepcionais, há somente uma associação por país ou território, e em caso de existir mais de uma, somente uma pode estar afiliada a sua confederação. Em alguns casos a associação principal do país tem afiliadas a ela outras sub-associações para ajudá-la na organização do desporto. Cada associação organiza o futebol de seu país independentemente de sua confederação, mas em alguns casos, por exemplo, para classificar clubes para torneios internacionais, ditos clubes devem estar garantidos pela associação ante a confederação. Em alguns casos, uma equipe pode estar afiliada direta ou indiretamente a uma associação sem estar afiliada a uma confederação.
Também é necessário mencionar a NF-Board, organização que agrupa as associações não afiliadas nem à FIFA, nem à nenhuma de suas confederações. A grande maioria de suas associações pertencem a territórios e estados não reconhecidos politicamente a nível internacional. A única competição desse organismo é a Copa do Mundo VIVA.

## Competições regionais de clubes em países e territórios
Brasil
Não é somente o Brasil que possui campeonatos locais de clubes em suas divisões administrativas. No qual os mesmos não pertencem à algum nível do Campeonato Nacional. Para mais informações em Campeonatos estaduais de futebol do Brasil.
Cabo Verde
Em cada ilha habitável do arquipélago existem os Campeonatos Regionais, os campeões dos mesmos se classificam para o Campeonato Nacional. Além da participação do atual campeão nacional, no entanto defende o título e tenta o bicampeonato consecutivo.
Também há as Taças Regionais, os seus vencedores garantem vaga na Taça de Cabo Verde.
Dependendo da realidade de cada ilha, as Associações Regionais realizam mais competições como Super Taças Regionais, Torneios de Abertura, Segundas Divisões Regionais e entre outros.
llhas Cook (NZL)
Na ilha que está localizada a capital das Ilhas Cook. Disputa-se o Campeonato de Rarotonga de Clubes. O campeão do mesmo se classifica para a Liga dos Campeões da OFC. Não existe um campeonato de clubes a nível territorial com a participação das demais ilhas.
Fiji
Realizam-se os Campeonatos Citadinos e Distritais de Clubes nas províncias fijianas. Os campeões se classificam para o Campeonato Nacional de Clubes.
Kiribati
Há uma liga clubes em Tarawa. Como não há competições nacionais de clubes, o campeão não se classificada para nenhum certame.[carece de fontes?]
Maldivas
Têm 3 Ligas Regionais com a participação de clubes dos atóis que compõem o país. Os melhores classificados participam do primeiro nível nacional.[carece de fontes?]
Estados Federados da Micronésia
Há uma liga de clubes que é disputada em Pohnpei. Como não existem competições nacionais, o clube campeão não se classifica para nenhum certame .
Moçambique
Os clubes do primeiro nível do futebol moçambicano disputam o "Moçambola" , ao qual acedem e do qual são relegadas equipas para o Campeonato Nacional da Segunda Divisão. Disputam-se também campeonatos provinciais, a Taça de Moçambique e a Supertaça de Moçambique (entre o vencedor do Moçambola e o vencedor da Taça).
Palestina
Existem 2 Campeonatos Regionais nos territórios palestinos, 1 na Cisjordânia e outro na Faixa de Gaza. Além das Divisões de Acessos em ambos, há uma Copa Regional na Cisjordânia. Anteriormente os campeões das Copas da Cisjordânia e Faixa de Gaza decidiam a Copa da Palestina. Mas a mesma não foi realizada nas últimas temporadas.[carece de fontes?]
República Centro-Africana
O campeão da Liga de Bangui, a capital do país, tem vaga no Campeonato Nacional e os vencedores de outras ligas também disputam o certame Centro-Africano.[carece de fontes?]
Vanuatu
Realizam-se campeonatos nas províncias de Vanuatu e na capital do país, Port Vila. 
Os campeões ganham o direito de participar da competição nacional chamada de "VFF Champions League". 
O mesmo declara-se o campeão do país no futebol. 
Também são disputadas as Copas Provinciais e Divisões de Acessos.
Ilhas Virgens Americanas (EUA)
Existem 2 Campeonatos Regionais, os campeões e vices de ambos se classificam para o Campeonato Territorial.[carece de fontes?]

## Principais competições internacionais

### Seleções
Em nível de seleções nacionais, o torneio mais importante é a Copa do Mundo FIFA de Futebol, que é disputada desde 1930. Antes da criação da Copa do Mundo, particularmente durante os anos 1920, a competição de futebol dos Jogos Olímpicos era considerada a principal competição do desporto, ainda que atualmente se mantenha como um torneio secundário onde se permitem jogadores menores de 23 anos, com até três jogadores que extrapolem esse limite de idade por equipe. No futebol feminino, o equivalente à Copa do Mundo é a Copa do Mundo de Futebol Feminino.
A nível das confederações da FIFA, os torneios mais importantes são a Copa América (América do Sul) e Eurocopa (Europa), e; embora com menos importância, a Copa Africana de Nações (África), a Copa Ouro da CONCACAF (Américas do Norte, Central e Caribe), a Copa Asiática (Ásia) e a Copa das Nações da OFC (Oceania).
O torneio mais importante para jogadores jovens é a Campeonato Mundial de Futebol Sub-20, que recebe equipes classificadas do Campeonato Sul-Americano de Futebol Sub-20 (América do Sul), do Campeonato Europeu de Futebol Sub-19 (Europa), do Campeonato Juvenil da CAF (África), o Campeonato Sub-20 da Concacaf (Américas do Norte, Central e Caribe), o Campeonato Juvenil da AFC (Ásia) e o Campeonato Sub-20 da OFC (Oceania).

### Clubes
Em cada país os clubes de futebol frequentemente afiliam-se a associações ou ligas que organizam torneios oficiais entre eles, de onde surgem os campeões nacionais e as equipes que participarão de torneios internacionais. Não existe um sistema único de torneios e cada liga nacional os organiza de acordo a suas tradições. Em geral, a maioria dos países tem dois torneios principais no ano: Brasil (Brasileirão e Copa do Brasil), Espanha (Liga e Copa do Rei), Itália (Série A e Copa Itália), etc. Em alguns casos os campeões de ambos os torneios disputam "supercopas" anuais e "recopas" entre si. A Inglaterra tem um sistema de campeonato principal (a Premier League) e em seguida várias copas nas que participam equipes de distintas divisões. O Brasil tem um sistema de campeonatos estaduais, além de ter um Campeonato Nacional (Brasileirão) e a Copa do Brasil. No México existe somente um campeonato anual dividido em dois torneios semestrais (Apertura e Clausura).
Internacionalmente, a competição mais importante historicamente foi a Copa Intercontinental,[carece de fontes?] que foi substituída em 2000 pelo Copa do Mundo de Clubes da FIFA. A nível continental as competições mais importantes são a Copa Libertadores da América (América do Sul) e a Liga dos Campeões da UEFA (Europa), torneios cujos vencedores disputavam a Copa Intercontinental. A partir de 2000, a recém-criada Copa do Mundo de Clubes da FIFA recebe também os vencedores da Liga dos Campeões da CAF (África), da Copa dos Campeões da CONCACAF (América do Norte, América Central e Antilhas), a Liga dos Campeões da AFC (Ásia) e a Liga dos Campeões da OFC (Oceania), além do campeão nacional do país-sede. Também a nível continental destacam-se as competições secundárias da América do Sul e Europa: a Copa Sul-americana e a Liga Europa da UEFA respectivamente.

## Doping
Os esforços contra a dopagem bioquímica (doping) no futebol remontam a 1966, quando a FIFA foi uma das primeiras federações internacionais a criar regras para controlar o mesmo. Anualmente são feitos 20000 testes antidoping em jogadores do mundo todo, dos quais entre 80 e 90 dão resultados positivos, principalmente pelo uso de cocaína ou maconha. Entende-se por dopagem positiva o seguinte:

Somente deve ser falado em resultado de dopagem positivo se o laboratório identifica a presença de uma substância proibida, seus metabolitos, marcadores ou evidências do uso de um método proibido que não foi aprovado mediante uma IUT (Isenção por Uso Terapêutico) ou quando não se originam naturalmente no organismo.
O procedimento para um exame anti-doping se inicia no intervalo de uma partida, quando são sorteados os jogadores por equipe. Quinze minutos antes do término do jogo é entregue um envelope com os sorteados para os delegados no campo, identificados por um jaleco branco com uma cruz verde, que divulgam os sorteados (um por equipe). Uma vez finalizada a partida informam aos dois jogadores sorteados que devem dirigir-se ao local de testes para serem controlados. Os jogadores expulsos durante o jogo também podem ser citados. Mais tarde os jogadores selecionados deverão dar uma amostra de urina. Antes disso, os selecionados não podem se dirigir aos seus vestiários, e sim a uma sala onde podem beber bebidas não alcoólicas e tomar banho. A amostra tomada por um profissional do mesmo sexo que o do jogador é mandada a um laboratório para análise.
Caso o resultado da mostra seja positivo, o relatório é enviado para a Subcomissão do Controle de Dopagem Bioquímica da FIFA, que investigará a autenticidade do estudo e, uma vez aprovado, passa para a responsabilidade do diretor do controle de dopagem da FIFA, que verificará a informação para autorizar seu envio à Comissão Disciplinar, à Comissão de Medicina Desportiva e ao clube a qual pertença o jogador. A Comissão Disciplinar decidirá que pena será aplicada ao jogador.
Talvez o caso mais conhecido de dopagem bioquímica no futebol foi o de Diego Armando Maradona, que depois de uma partida válida pela Copa do Mundo FIFA de 1994, nos Estados Unidos, foi selecionado para a realização do teste. Sua mostra deu positiva e foi aplicada uma pena de 15 meses.

## Violência

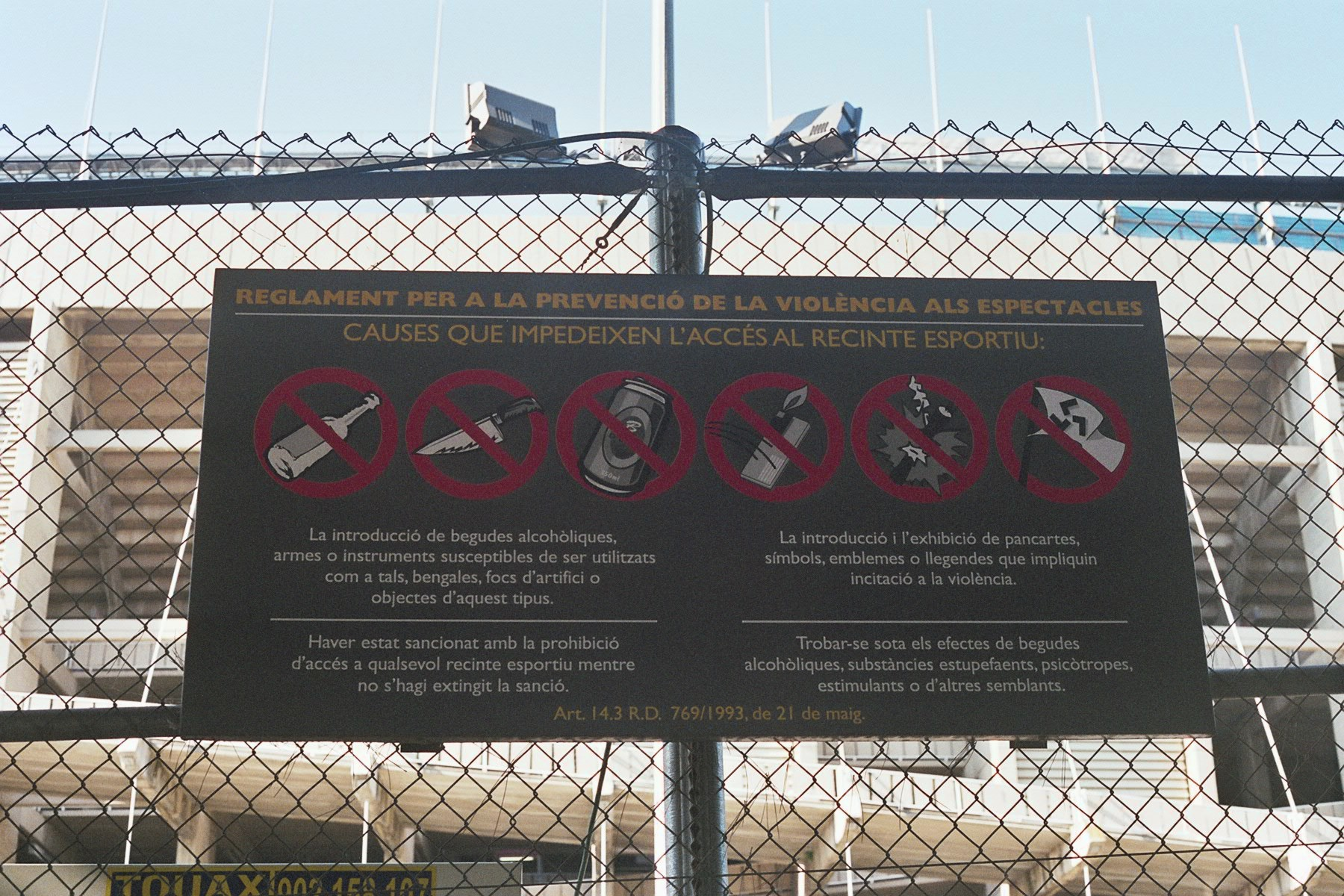
Cartaz localizado no Camp Nou de Barcelona que proíbe a entrada com objetos que podem ser usados de forma violenta.

A violência no futebol é quase tão antiga quanto o próprio desporto. Suas origens remontam aos jogos de futebol escolar durante a Idade Média, que se caracterizavam por não terem regras e pelo uso desmedido da violência. Em 1314 foi criada a primeira restrição desse desporto para evitar a crescente onda de violência que ele criava. A primeira manifestação de violência no futebol moderno, de 1863 em diante, ocorreu em 1885, quando uma partida entre as equipes inglesas de Preston North End e Aston Villa acabou em uma brutal luta entre jogadores de ambas as equipes.
Os grupos violentos de uma torcida recebem várias denominações, mas destacam-se alguns como barra bravas, hooligans ou ultras. Na América do Sul um dos países que mais têm sido afetados pela violência no desporto é a Argentina, que ao longo de sua história teve mais de 220 casos de vítimas fatais de incidentes em campos de futebol e seus arredores. Na Itália a violência relacionada com futebol vai ainda mais longe. Os denominados ultras italianos caracterizam-se por seus insultos racistas e inclusive pela fabricação de armamentos para as batalhas que efetuam antes, durante e depois das partidas.
A violência no futebol resultou em situações ainda piores, como a chamada Guerra do Futebol. Esse conflito armado teve como estopim uma série de jogos disputados pelas seleções de futebol de El Salvador e Honduras, válidos pelas eliminatórias da Copa do Mundo FIFA de 1970, que foi disputada no México.
Para evitar estes problemas, a FIFA promove uma campanha chamada Fair Play ou Jogo Limpo, que convida os participantes deste desporto para mostrar valores que fazer crescer o futebol. Anualmente a FIFA entrega um ou mais prêmios a pessoas, clubes, associações ou entidades de qualquer natureza que transmitem os valores do Fair Play.